# FC St. Gallen
Der FC St. Gallen 1879, kurz FCSG, ist ein Schweizer Fussballverein aus der Stadt St. Gallen. Als offizielles Gründungsdatum gilt der 19. April 1879. Damit ist er der älteste noch bestehende Fussballclub der Schweiz und auf dem europäischen Festland.
Die erste Herrenmannschaft spielt aktuell in der Super League, die zweite Mannschaft in der 1. Liga. Sie wurden bisher zwei Mal Schweizer Meister (1904 und 2000). 1969 wurde der Verein Schweizer Cupsieger, zudem gewann er 1978 den Ligacup. Seit Sommer 2008 spielt die Mannschaft in der AFG Arena St. Gallen, dem neuen Multifunktionsstadion mit einem Fassungsvermögen von 19'568 Zuschauern. Im Sommer 2016 erhielt das Stadion den neuen Sponsorennamen kybunpark.
Die Frauenmannschaft spielt in der Women’s Super League, sie spielen ebenso wie der Nachwuchs im Espenmoos, das ein Fassungsvermögen von 5700 Zuschauern hat und seit 1910 als das ursprüngliche Hauptstadion des Vereins fungiert hatte. Noch immer trägt auch die 1. Mannschaft daher den Übernamen die Espen.
2004 wurde die FC St. Gallen AG gegründet, welche den Profibereich übernimmt.

## Geschichte

### 1879 bis 1896: Gründung und Frühgeschichte

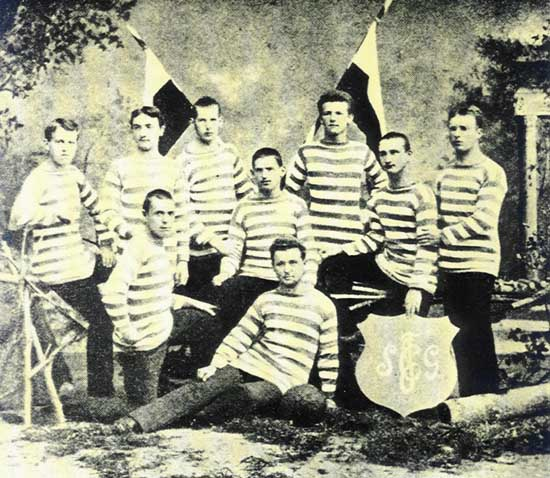
FC St. Gallen 1881: Hintere Reihe: G. Gmür, R. Shade, J. Schopp, B. Stoffel Mitte: J. Klauser, J. Grüninger, J. de Ribeaupierre, E. Wild Vorne sitzend: T. Lang

Der 19. April 1879 gilt als offizielles Gründungsdatum des FC St. Gallen. Es existiert kein Gründungsprotokoll mehr, doch die ersten Statuten weisen dieses Datum auf. Zudem existiert im St. Galler Tagblatt in der Ausgabe vom gleichen Tag ein Aufruf zur Gründung eines «Football Club» im Restaurant Hörnli an der Neugasse in St. Gallen. Stadtarchivar Fredi Hächler stellte 2008 bei der Analyse des umfassenden Vereinsarchivs fest, dass der FC St. Gallen 1876, drei Jahre vor der offiziellen Gründung, «schon vereinsmässig organisiert» war und «regelmässig Spiele in Rorschach» gegen den FC Schönberg austrug. Er nimmt an, dass nach dieser Vorlaufzeit die formelle Gründung mit Statuten 1879 erfolgte. Der FC St. Gallen gilt als der älteste bestehende Fussballclub der Schweiz.
Einige junge Kaufleute, ehemalige Schüler des Instituts Schönberg in Rorschach, wo sie den Sport durch englische Mitschüler kennen lernten, waren die Initianten der Vereinsgründung. R. Renkowitz trug die erste Präsidentenwürde. Zu den Gründerzeiten wurde im unteren Brühl, kurz daraufhin in der unteren Kreuzbleiche trainiert. Protokolle der 1880er-Jahre erwähnen, dass jeden Mittag zwischen 1 und 2 Uhr sowie abends bis zum Einbruch der Dunkelheit Fussball gespielt wurde. Die Regeln des Assoziationsfussballs wurden nicht angewendet, so waren unter anderem die Tore um etwa die Hälfte kleiner. Zweimal im Monat fanden Wettkämpfe statt. Das Institut Schönberg war der erste auswärtige Gegner. In den 1880er-Jahren entstanden in der und um die Stadt St. Gallen mehrere Fussballklubs, welche jedoch früher oder später in den FC integriert worden sind.
Der älteste dokumentierte Wettkampf war am 1. Mai 1892, als der FC St. Gallen gegen die Grasshoppers Zürich mit 0:1 verlor. Die Grasshoppers Zürich reklamierten wegen der zu kleinen Tore. Das Rückspiel in Zürich, wo normale Tore aufgestellt wurden, gewann GC 6:0. Der FC St. Gallen ersetzte danach seine Tore durch solche in Normgrösse.

### 1896 bis 1909: Fusionen und 1. Meistertitel
1896 schloss sich der FC Viktor St. Gallen dem FC St. Gallen an. Mit der Fusion der Klubs FC St. Gallen und FC Phönix St. Gallen entstand 1898 der Vereinigte FC St. Gallen mit 117 Mitgliedern. Vorübergehend wechselten auch die Clubfarben auf gelb-schwarz, bevor man jedoch wieder zu grün-weiss zurückkehrte. An der Meisterschaft 1898/99 wurde der Vereinigte FC St. Gallen Sieger der «Gruppe Ost» in der «Serie B». In der anschliessenden Finalrunde verlor die Mannschaft gegen den West-Vertreter Cantonal Lausanne.
1899/1900 nahm der Vereinigte FC St. Gallen erstmals an der höchsten Schweizer Liga, der «Serie A» teil. In der Gruppe «Ost» wurden er Tabellenletzter. 1900/01 nahm der Club nicht an der Meisterschaft teil. 1901/02 wurde er in seiner Gruppe Tabellendritter. Am 17. März 1902 absolvierte der Vereinigte FC St. Gallen sein erstes internationales Spiel gegen Alemannia Karlsruhe, welches die St. Galler mit 26:0 gewannen. Ein Jahr später, in der Saison 1902/03, wurden die St. Galler Tabellenzweiter in der Gruppe Ost. Am 22. Juni 1903 erfolgte die Namensänderung des Vereinigten FC St. Gallen in FC St. Gallen.
In der Saison 1903/04 wurde der FC St. Gallen erstmals Gruppensieger, weshalb er zusammen mit den anderen Gruppensiegern, Servette FC sowie BSC Old Boys Basel, die Finalrunde bestreiten durfte. In der Vorbereitung auf die Endrunde wurde unter anderem der FC Bayern München am 3. März 1904 mit 10:0 geschlagen. Der FC St. Gallen erreichte am 27. März 1904 in Bern gegen Servette ein 1:1-Remis und bezwang die Old Boys Basel zwei Wochen später in Zürich mit 1:0. Da Old Boys Basel später jedoch Servette 2:0 besiegte, wurde der FC St. Gallen erstmals Schweizer Fussballmeister. Es sollte für 96 Jahre lang der letzte Titel bleiben.

### 1909 bis 1969: Beständigkeit
In der Saison 1909/10 wurde in der Schweiz erstmals ein Cup-Wettbewerb ausgetragen, der Anglo-Cup. Der FC St. Gallen erreichte den Final gegen die Young Boys Bern, verlor aber im Wiederholungsspiel mit 0:7, nach dem das erste 1:1 endete. Am 28. April 1910 konnte der FC St. Gallen auf dem Espenmoos ein Spielfeld mit einer Holztribüne in Betrieb nehmen. 1912 besiegte der FC St. Gallen zu Hause den FC Luzern mit 17:0, der höchste Heimsieg des FCSG im Espenmoos. 15 wurde der Stadtrivale F.C. Brühl St. Gallen Schweizer Meister. Da in diesem Jahr wegen des Ersten Weltkriegs nur ein reduzierter Spielbetrieb stattfinden konnte, wurde Brühl von den Anhängern des FC St. Gallen noch bis in die 1960er-Jahre als Interimsmeister verspottet. Die Rivalität entstand auch dadurch, dass Brühl eher ein Verein der Unterschicht war, während der FC (wie auch die Blue Stars St. Gallen) ein Verein der Oberschicht war und folglich nicht jeder Mitglied werden durfte. 1918 wurde der FC St. Gallen Gruppensieger der Serie A Gruppe Ost und konnte somit die Finalrunde um die Schweizer Meisterschaft zusammen mit den Young Boys Bern und dem Servette FC bestreiten. Der FC St. Gallen musste sich nach zwei Niederlagen gegen die beiden Mitkonkurrenten mit dem dritten Rang begnügen, es sollte bis 1983 das letzte Mal gewesen sein, das der FC St. Gallen Ende Saison unter den ersten drei der Schweizer Fussballmeisterschaft vertreten war. Anlässlich des 40-Jahre-Jubiläums 1919 zählte der FCSG 663 Mitglieder.
1932 musste der FC St. Gallen in die zweite Liga absteigen. Unter dem Spielertrainer Norman Smith wurde er 1934/35 Meister der zweiten Liga und stieg wieder in die oberste Liga auf. Den ersten Cupfinal erreichten die Ostschweizer 1945, verloren jedoch vor 15'000 Zuschauern im Berner Wankdorfstadion mit 0:1 gegen Young Boys Bern.
1948, drei Jahre nach Ende des Zweiten Weltkriegs, war es Deutschland noch immer untersagt, an internationalen Sportanlässen teilzunehmen. Mit einer St. Galler Stadtauswahl, bestehend aus Spielern des FC St. Gallen und des SC Brühl, durchbrach man die Sportblockade und spielte in München ein Benefizspiel gegen eine Auswahl aus Spielern vom TSV 1860 München und dem FC Bayern München vor mehreren zehntausend Zuschauern, das die Münchner Stadtauswahl mit 5:1 gewann. Der Erlös des Spiels kam dem Münchner Waisenhaus-Fonds zugute.
Nach einem weiteren Intermezzo in der zweithöchsten Spielklasse stiegen die St. Galler 1948/49 unter dem britischen Trainer Jimmy Townley wieder in die Nationalliga A auf.
Für Aufsehen sorgte am 5. November 1967 das Spiel gegen den FC Chiasso. Nach vier Platzverweisen wälzten sich in der Schlussphase zwei Akteure der Tessiner «verletzt» am Boden. Da das Gästeteam damit nicht mehr über die Mindestanzahl von sieben Spielern verfügte, die für eine Weiterführung des Matches notwendig gewesen wären, brach der Schiedsrichter das Spiel beim Stand von 1:0 für den FC St. Gallen vorzeitig ab. Zur Überraschung aller Beteiligten wurde das Aufeinandertreffen danach neu angesetzt; der FCSG entschied aber auch das Wiederholungsspiel zu seinen Gunsten.

### 1969 bis 1999: Cupsieg und Achtungserfolge
Der Höhepunkt des Aufschwungs war 1969, als der FC St. Gallen seinen ersten und bisher einzigen Cupsieg erreichte. Vor 24'000 Zuschauern bezwang der FC St. Gallen die Tessiner Mannschaft AC Bellinzona mit 2:0. Rudi Nafziger war dabei der Doppeltorschütze. Im Europapokal der Pokalsieger traf der FC St. Gallen in der ersten Runde auf den dänischen Vertreter BK Frem København. Nach der 1:2-Niederlage in Dänemark gewannen die St. Galler das Rückspiel mit 1:0 und zogen dank der Auswärtstor-Regel in die nächste Runde ein. Gegen DFS Lewski-Spartak Sofia schied man nach dem 0:4 in Bulgarien und einem 0:0 beim Rückspiel aus. Im gleichen Jahr wurde auf dem Heimstadion Espenmoos die neue, heute noch bestehende Haupttribüne mit einem Fassungsvermögen von 2200 Zuschauern eingeweiht. Ein Jahr später mussten die St. Galler wieder in die NLB. Dieses Intermezzo dauerte ein Jahr. Den dritten Cupfinal unter St. Galler Beteiligung verloren sie 1977 vor 27'000 Zuschauern wiederum wie 1945 gegen Young Boys, ebenfalls mit einem 0:1.
1978 gewann der FC St. Gallen den heute nicht mehr existierenden Ligacup mit einem 3:2 gegen Grasshoppers Zürich. Im Jubiläumsjahr 1979 schloss der Club die Meisterschaft auf dem 4. Rang ab, dem besten Resultat seit dem Bestehen der Nationalliga. Im Rahmen der Festivitäten zum 100-jährigen Bestehen wurde auch ein neues Logo präsentiert.
1982 qualifizierte sich der FC St. Gallen erneut für den Ligacup-Final gegen den FC Aarau. Das Hinspiel im Espenmoos ging mit 0:1 verloren, auswärts im Brügglifeld endete das Spiel 0:0. In der folgenden Saison 1982/83 sicherte sich der FC St. Gallen überraschend den 3. Rang und qualifizierte sich damit für den UEFA Cup. In der ersten Runde unterlag man jedoch dem jugoslawischen Verein FK Radnički Niš auswärts mit 0:3 und zu Hause mit 1:2. 1985 gelang dem FC St. Gallen erneut die Teilnahme am UEFA-Cup dank des 4. Rangs in der Meisterschaft. Der Saisonhöhepunkt auf dem Espenmoos war die UEFA-Cup-Begegnung vor 16'200 Zuschauern gegen Inter Mailand. Obwohl das Aufeinandertreffen in der Ostschweiz mit einem 0:0-Unentschieden endete, schied der FCSG aus, da das Hinspiel im Giuseppe-Meazza-Stadion mit 1:5 verloren gegangen war.
Am 2. April 1985 musste Schiedsrichter Walter Nussbaumer mit einem Helikopter der Rettungsflugwacht aus den Katakomben des Stadions Espenmoos evakuiert werden. Wütende St. Galler Fans hatten dem Referee aufgelauert, weil er im Spiel gegen Neuchâtel Xamax unter anderem Libero Jurkemik des Feldes verwiesen hatte. Der Helikopter landete vor der Haupttribüne auf dem Spielfeld; Schieds- und Linienrichter wurden eingeladen und ausgeflogen. Bild- oder Filmmaterial dieser in der Geschichte des schweizerischen Fussballs einzigartigen Rettungsaktion gibt es nicht.
1988 wechselte das spätere FIFA-100-Mitglied und chilenische Nationalspieler Iván Zamorano über den FC Bologna zum FC St. Gallen. Mit ihm gewann der FC St. Gallen den inoffiziellen Titel des Wintermeisters und Zamorano wurde in dieser Saison gleichzeitig Schweizer Torschützenkönig. 1990 verliess Zamorano den FC St. Gallen und wechselte zum FC Sevilla mit der damals höchsten Transfersumme der NLA-Geschichte. Zamorano war nicht nur einer der herausragenden, sondern ist bis heute einer der beliebtesten Spieler der grün-weissen Geschichte.

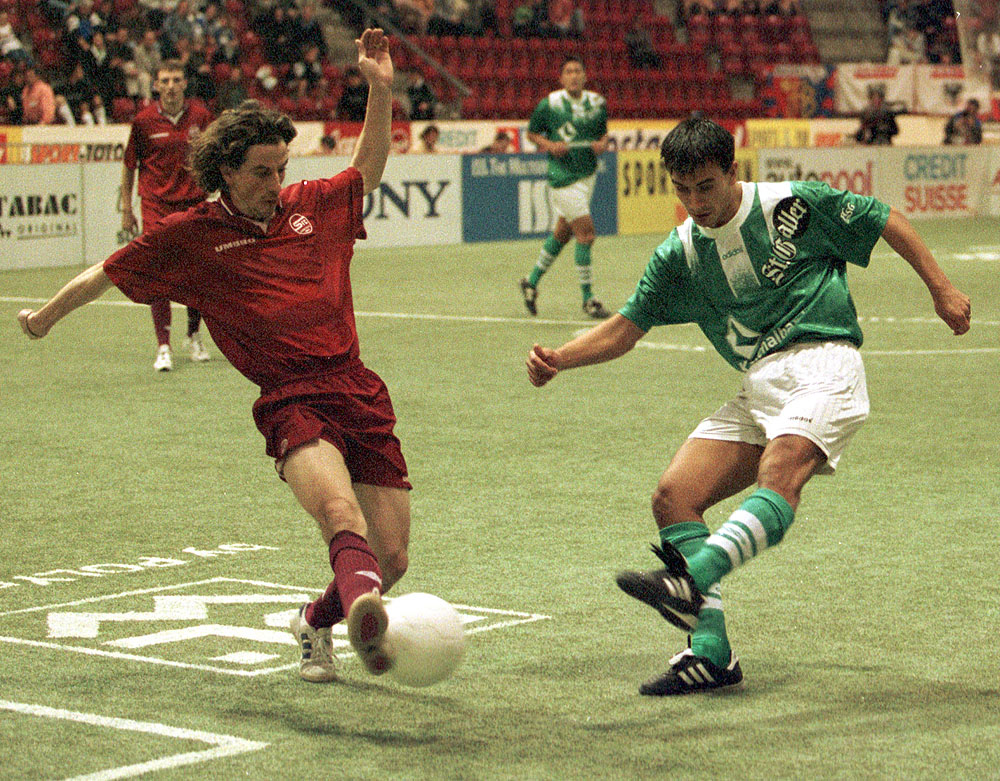
Hakan Yakin (rechts) 1998 beim Hallenmaster in Basel im Einsatz für den FCSG.

Nach Zamoranos Abgang spielten die Ostschweizer in den 1990er-Jahren nur mittelmässig und mussten im Jahr 1993 einen Abstieg verkraften, dem unter Trainer Uwe Rapolder der sofortige Wiederaufstieg folgte. Trotz Klassenerhalts und der Qualifikation für die Finalrunde in der Saison 1995/96 wurde Rapolder entlassen und durch den ehemaligen Spieler Roger Hegi ersetzt. In der Saison 1997/98 gelang es dem FC St. Gallen in der Winterpause den Schweizermeistertitel im Hallenfussball zu sichern, als man im Final den FC Zürich mit 3:1 bezwang. Neben dem Finalturnier in Basel gewann man auch das Heimturnier in St. Gallen sowie die Veranstaltung in Zürich und musste im gesamten Wettbewerb lediglich zwei Niederlagen einstecken.
Aber auch auf dem natürlichen Rasen verlief die Saison erfolgreich für den FC St. Gallen: Nach einem 2:1 gegen den FC Lugano qualifizierte man sich für den Cup-Final, wo man trotz zwischenzeitlicher 2:0-Führung schlussendlich im Elfmeterschiessen gegen Lausanne-Sport unterlag. In der Meisterschaft erreichte man den 6. Schlussrang, wodurch man sich für den UEFA Intertoto Cup qualifizierte. In der ersten Runde besiegte man JK Tulevik Viljandi aus Estland mit 3:2 und 6:1. In der zweiten Runde scheiterte man trotz eines Heimsieges durch ein Tor von Marco Zwyssig jedoch knapp an Austria Salzburg. In der Winterpause der Saison 1998/99 wechselte Trainer Roger Hegi zu den Grasshoppers, für ihn wurde Marcel Koller vom FC Wil verpflichtet.

### 1999 bis 2002: Der 2. Meistertitel
Der Start in die Finalrunde 1999 gestaltete sich dank Siegen auswärts gegen den FC Zürich und zu Hause gegen den späteren Meister Servette optimal. Danach brach die Mannschaft jedoch komplett ein und gewann von den verbleibenden zwölf Spielen kein einziges mehr und belegte am Ende abgeschlagen den letzten Platz.
Der FC St. Gallen startete daher als klarer Abstiegskandidat in die Saison 1999/2000. Doch die Mannschaft, welche im Vergleich zur enttäuschenden Vorsaison fast nur mit Spielern aus der Nationalliga B verstärkt wurde, überraschte positiv, errang Sieg um Sieg und wurde mit acht Punkten Vorsprung auf den FC Basel Wintermeister. In die Finalrunde startete man auswärts gegen den Rekordmeister GC mit einem 4:4-Unentschieden. Der 0:3-Rückstand nach 15 Minuten wurde bis zur Pause wieder aufgeholt, den erneuten Rückstand in der Nachspielzeit der zweiten Hälfte konnte man ebenfalls noch ausgleichen. Damit wurde der Grundstein für eine erfolgreiche Finalrunde mit nur einer Niederlage gelegt. Bereits vier Runden vor Schluss konnte sich der FC St. Gallen dank dem Auswärtssieg beim FC Luzern durch Tore von Marc Zellweger und Sascha Müller den sensationellen Meistertitel sichern, den ersten seit 96 Jahren. Ende der Saison wies man, trotz der in der Winterpause halbierten Punktzahl, zehn Punkte Vorsprung auf Vizemeister Lausanne-Sport aus. Der Ghanaer Charles Amoah wurde zudem Torschützenkönig.
In der Saison 2000/01 erhielt man in der Qualifikation für die Champions League den türkischen Meister Galatasaray Istanbul zugelost, welche wenige Wochen zuvor den UEFA-Cup im Final gegen Arsenal London und auch den UEFA Super Cup gegen Real Madrid gewonnen hatten. Trotz früher Führung unterlag man beim Heimspiel im ausverkauften Zürcher Hardturm Stadion mit 1:2, auswärts erreichte man nach einem 0:2-Rückstand noch ein beachtliches 2:2. Damit hatte man die Qualifikation für die Champions League nur um ein Tor verpasst.
Stattdessen durfte der FC St. Gallen im UEFA-Cup antreten und traf dort in der ersten Runde auf den englischen Verein Chelsea London. Das Hinspiel in London ging knapp mit 0:1 verloren, das Heimspiel gewann hingegen der FC St. Gallen sensationell mit 2:0 dank Toren von Sascha Müller und Charles Amoah und zog so in die nächste Runde ein. Dort traf man auf den FC Brügge. Das Spiel in Belgien verlor man trotz einer 1:0-Führung aufgrund zweier Elfmeter noch mit 1:2. Im Rückspiel ging man durch Amoah wieder in Führung, jedoch kassierte man in der 93. Minute noch den Ausgleich und schied aus.
In der Meisterschaft knüpfte der FC St. Gallen an die herausragenden Leistung der Vorsaison an und überwinterte auf Platz 2 hinter dem FC Lugano. In der Winterpause verliess mit Charles Amoah der Toptorschütze der letzten anderthalb Jahre den Verein. Die beiden Stürmer Ivan Stefanovic und Alexandre Batista Jefferson wurden als Ersatz geholt, konnten aber die Erwartungen zu keinem Zeitpunkt erfüllen. In der Finalrunde machte sich die Mehrfachbelastung während der Saison bemerkbar, die Mannschaft konnte nicht mehr an die Leistungen der Vorrunde anknüpfen. Dennoch spielte man bis zum Schluss um den Meistertitel mit. In der vorletzten Runde hätte man mit einem Sieg beim Konkurrenten FC Lugano und gleichzeitiger Niederlage der Grasshoppers bereits den Meistertitel feiern können, das Spiel ging jedoch mit 1:4 verloren. So wurde in der letzten Runde die Schweizer Meisterschaft zwischen dem FC St. Gallen, den Grasshoppers und dem FC Lugano entschieden. Während der FC Lugano beim FC Sion unterlag, verlor der FC St. Gallen gegen den neuen Schweizer Meister Grasshoppers Zürich zu Hause gleich mit 0:4. Es war die erste Heimniederlage seit zwei Jahren. Dennoch wurde die Mannschaft bereits während des Spiels und des klaren Rückstandes vom Anhang frenetisch gefeiert und erhielt Standing Ovations. Am Ende erreichte der FC St. Gallen den 3. Platz und bestätigte so nicht nur die Leistungen der Vorsaison, sondern erreichte die Qualifikation für den UEFA-Cup.
Dort bekam man es mit dem mazedonischen Vertreter Pelister Bitola zu tun. Auswärts im vom damals stattfindenden Bürgerkrieg gezeichneten Land gewann man 2:0, beim Rückspiel im Zürcher Letzigrund verpasste man aufgrund eines schwachen Auftritts beinahe noch die Qualifikation und verlor mit 2:3. In der ersten Runde des UEFA-Cups traf man auf Steaua Bukarest. Das Heimspiel, welches im Zürcher Hardturm stattfand, wurde mit 2:1 gewonnen. Im Rückspiel erreichte man dank des Ausgleichstores von Guido ein 1:1 und qualifizierte sich für die nächste Runde, wo man auf den SC Freiburg traf. Dank eines Treffers von Teboho Mokoena in der Nachspielzeit gewann man auswärts mit 1:0. Es war dies der erste Auswärtssieg einer Schweizer Vereinsmannschaft bei einem Deutschen Bundesligisten überhaupt. Vor dem Rückspiel in Zürich hatten die Freiburger mit einem 2:0-Auswärtssieg beim späteren deutschen Meister Borussia Dortmund Selbstvertrauen getankt. Sie liessen sich von der Führung des FC St. Gallen durch Marc Zellweger nicht beirren und gewannen schlussendlich mit 4:1. Der FC St. Gallen war damit ausgeschieden.
In der Meisterschaft machten sich die weiteren Abgänge in der Sommerpause bemerkbar, die Vorrunde wurde dennoch auf dem 4. Platz abgeschlossen.

### 2002 bis 2008: Übergangssaisons
Auch Erfolgstrainer Marcel Koller verliess Anfang 2002 den Verein. Er wechselte zu den Grasshoppers Zürich. Mit Gérard Castella wurde ein ehemaliger Meistertrainer angestellt. Unter ihm fiel man in der Meisterschaft noch auf Platz sechs zurück, erreichte aber damit immerhin für die kommende Saison die Qualifikation für den UEFA Intertoto Cup.
Mit der Aussicht auf das geplante neue Stadion wurden die anstehenden Spielzeiten bis zum Bezug der neuen Spielstätte die Spielzeiten von der Vereinsführung jeweils als Übergangssaisons bezeichnet.

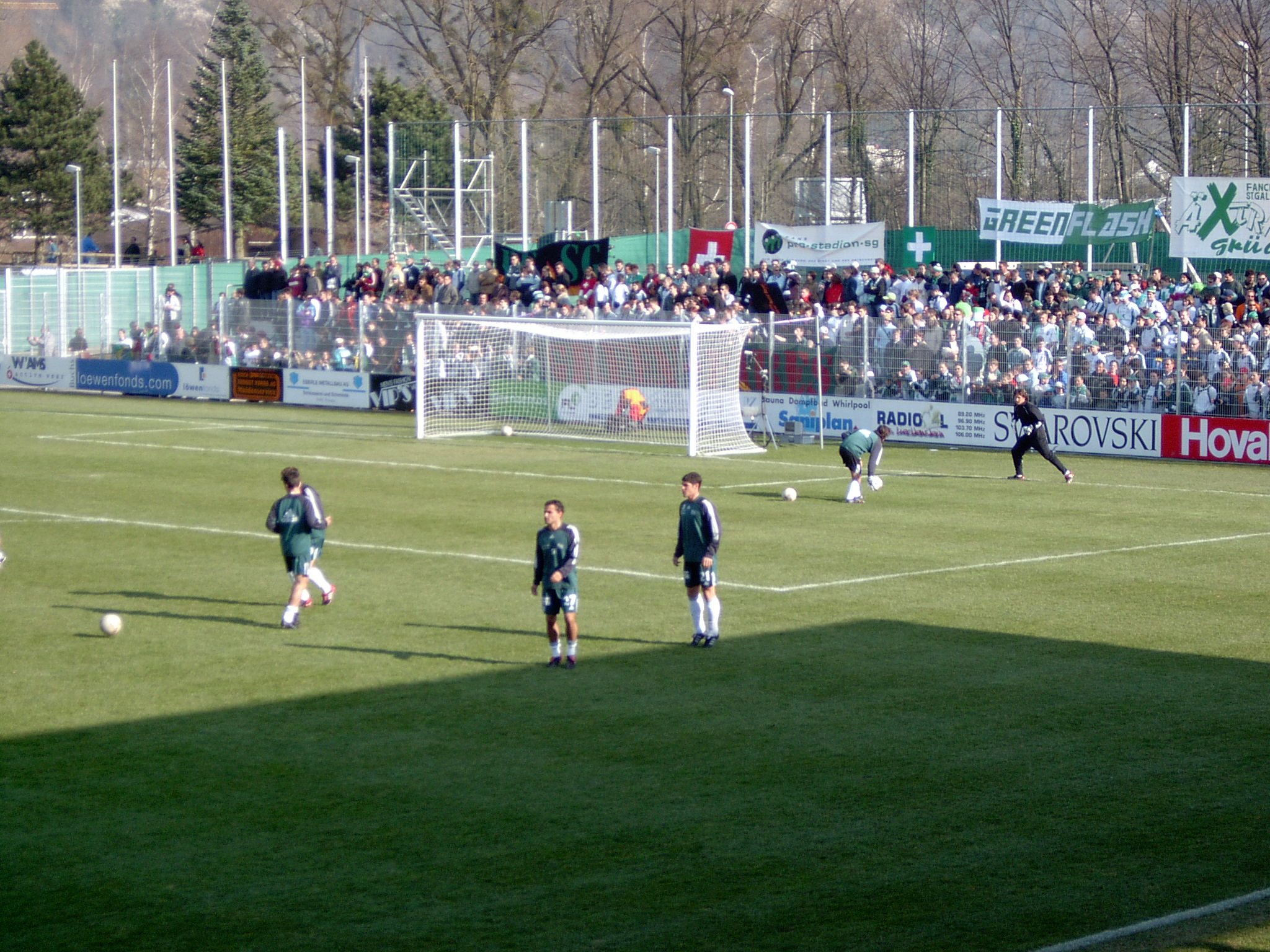
FC Vaduz – FC St. Gallen in der Auf-/Abstiegsrunde 2003

In der ersten Runde des UI-Cups setzte man sich problemlos gegen B68 Toftir von den Färöer durch, in der zweiten Runde scheiterte man am niederländischen Vertreter Willem II Tilburg durch einen Gegentreffer in der Verlängerung des Rückspiels. In der Meisterschaft blieb der Erfolg jedoch aus und Gérard Castella wurde im Herbst darauf entlassen. Ihm folgte Thomas Staub, welcher bis dahin im Nachwuchs tätig war. Unter ihm erlitt der FC St. Gallen auch die legendäre 11:3-Niederlage im Lokal-Derby gegen den Aufsteiger FC Wil 1900. Der FC St. Gallen verpasste die Finalrundenqualifikation und musste in die Auf-/Abstiegsrunde, in welcher aufgrund der neu geschaffenen 10er-Liga nur zwei anstelle von bisher vier Teams in der obersten Liga verbleiben. Unter dem in der Winterpause neu verpflichteten österreichischen Trainer Heinz Peischl gelang jedoch der Klassenerhalt auf Platz 2 hinter dem FC Aarau.

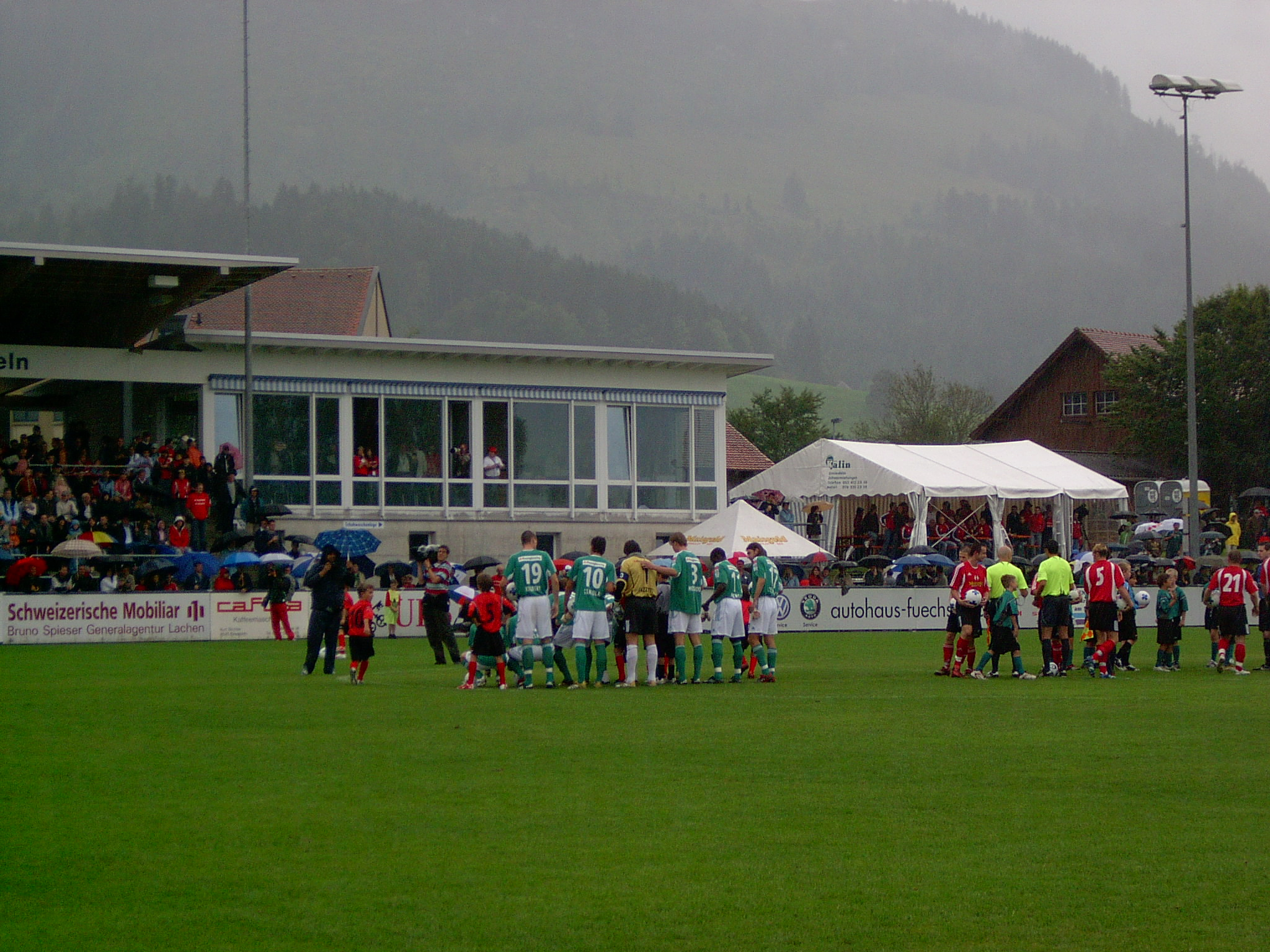
FC Einsiedeln – FC St. Gallen im Cup 06/07

In den folgenden Saisons schaffte man auch die Qualifikation für den UEFA Intertoto Cup, jedoch verzichtete man auf eine Teilnahme, da sich der Trainer lieber ganz auf die Saisonvorbereitung konzentrieren wollte und der Wettbewerb zu viel Aufwand bedeutet hätte. Heinz Peischl trat 2005 nach einem 0:4 gegen die Grasshoppers und einer Niederlagenserie zurück. Der langjährige Assistenztrainer Werner Zünd übernahm einmal mehr interimsmässig den Trainerposten. Zur Saison 2005/06 übernahm der Deutsche und ehemalige Liechtensteiner Nationaltrainer Ralf Loose das Traineramt. Nach 29 Spielen mit lediglich 31 Punkten wurde er am 14. April 2006 nach einer 1:3-Niederlage in Thun entlassen. Die Anhänger des FC St. Gallen streckten nach der schwachen Leistung dem Trainer und den Spielern die entblössten Hintern entgegen. Loose wurde daraufhin durch Rolf Fringer ersetzt, welcher kurzfristig Erfolg hatte und den FC St. Gallen in der Saison 2006/07 zwischenzeitlich sogar auf Platz 1 der Tabelle führte. Im Cup traf man in der ersten Runde auf den FC Einsiedeln aus der 3. Liga, welchen man mit 14:0 besiegte.
Fringers Vertrag wurde im Januar 2007 frühzeitig bis Juni 2009 verlängert. In der Rückrunde fiel der FC St. Gallen nach einer Serie von acht Unentschieden in Folge in der Tabelle wieder ins Mittelfeld zurück. Das 0:0 beim FC Zürich wurde nachträglich in eine 0:3-Forfaitniederlage umgewandelt, da Philipp Muntwiler nach einem Platzverweis in der U21-Mannschaft auch für die erste Mannschaft gesperrt war. Obschon von der 1. Liga gegenüber dem FC St. Gallen vor dem Spiel in Zürich bestätigt wurde, dass Muntwiler für die erste Mannschaft spielberechtigt sei, entschied die Nationalliga nachträglich, dass dessen Einsatz nicht regulär war. Dank dieser beiden zugesprochenen Punkte im «Fall Muntwiler» gewann der FC Zürich den Meistertitel. Die Saison 2006/07 beendete der FC St. Gallen auf dem 5. Platz.
Die Saison 2007/08 begann für den FC St. Gallen sehr schlecht. Am 8. Oktober 2007 entliess der zu diesem Zeitpunkt Tabellenletzte den Trainer Rolf Fringer. Der Bulgare Krassimir Balakow wurde am 29. Oktober 2007 als neuer Trainer vorgestellt. In den Spielen der Rückrunde konnte sich der FC St. Gallen auf den zweitletzten Tabellenrang steigern. In der Barrage gegen den Zweiten der Challenge League, AC Bellinzona, verlor der FC St. Gallen mit 2:3 und 0:2 und stieg damit in die Challenge League ab. Das Spiel am 20. Mai 2008 war das letzte Spiel des FC St. Gallen im Espenmoos. Am 4. Juni 2008 wurde der vormalige Trainer des FC Wil, Uli Forte verpflichtet.

### 2008 bis 2011: Challenge League und neues Stadion
In die Saison 2008/09 startete das Team in der neuen AFG Arena also in der Challenge League, es galt als Favorit für den Wiederaufstieg in die höchste Spielklasse. Bereits mit den ersten Spielen zeigte sich, dass das Team ganz vorne mitmischen würde. Nach der einzigen Niederlage in der Hinrunde (gegen Thun) besetzte der FC St. Gallen lange die zweite Tabellenposition hinter Lugano. Bei der Direktbegegnung im zweitletzten Spiel der Hinrunde gewann St. Gallen zuhause 2:1 und konnte sich dank dem besseren Torverhältnis an die Tabellenspitze setzen. Zur Winterpause führte der FC St. Gallen die Tabelle mit 40 Punkten aus 15 Spielen an, gleichzeitig drohte dem FC St. Gallen einmal mehr der Konkurs.
Am 18. Mai 2009 sorgte der FCSG drei Runden vor Meisterschaftsende mit einem 1:0-Sieg bei Concordia Basel durch einen Treffer von Moreno Merenda für den direkten Wiederaufstieg in die Super League. Merenda war mit insgesamt 22 Toren auch erfolgreichster Torschütze der Mannschaft. Beim letzten Saison-Spiel gegen den FC Winterthur wurde mit 19'500 Zuschauern ein neuer Zuschauerrekord für ein Heimspiel des FC St. Gallen aufgestellt. Mit einem Zuschauerschnitt von 12'469 sorgte der FC St. Gallen ebenfalls für einen neuen Rekord in der Challenge League.
Der Start in die Saison 2009/10 gelang dem FCSG vorzüglich. In der ersten Runde besiegte man den FC Basel in einem ausverkauften Heimspiel verdient mit 2:0. In der darauf folgenden Woche konnte man bereits den nächsten Erfolg gegen YB im Stade de Suisse verbuchen (1:1). Diese Erfolge waren quasi der Startschuss zu einer doch relativ guten Saison. Im Schnitt verfolgten 14'082 Zuschauer die Heimspiele des FC St. Gallen. Nur der FC Basel (23'656) und YB (22'652) konnten mehr Fans in ihre Stadien locken. Nach 36 Runden schloss der FCSG die Meisterschaft auf dem sechsten Rang mit 46 Punkten ab. Nachdem der FC St. Gallen im Schweizer Cup den FC Luzern auswärts mit 4:1 besiegte, trafen sie im Halbfinal zu Hause auf den Challenge-League-Verein Lausanne-Sport. Trotz früher Führung und Überzahlsituation nach einer roten Karte gegen Lausanne verlor der FCSG das Spiel mit 1:2.
Vor der Saison 2010/11 verliessen zahlreiche Stammspieler den Verein, da ihre Verträge von Seiten des Vereins nicht verlängert wurden. Darunter auch derjenige von Marc Zellweger, welcher in 14 Saisons über 500 Spiele für den FC St. Gallen bestritten und von den Fans als «Fussballgott» gefeiert wurde. hat. Seine Nummer 17 soll fortan nie mehr vergeben werden.
Die zahlreichen Abgänge wurden nicht oder nur ungenügend ersetzt und entsprechend schwer tat sich die Mannschaft in der Meisterschaft. Erst gegen Ende des Jahres wurde bekannt, dass die Betriebs AG des Stadions, von welcher der FC St. Gallen abhängig war, sich in grossen finanziellen Problemen befand. Die Stadt wie auch der Kanton entschieden gegen eine Unterstützung des FCSGs. Unter der Führung des designierten Präsidenten Dölf Früh schaffte man es dennoch genug Investoren zu finden, um den FC St. Gallen nachhaltig zu retten.
Der Start in die Rückrunde 2011 begann mit einer Niederlagenserie, woraufhin Uli Forte entlassen wurde. Der Trainer der U21, Giorgio Contini, übernahm mit Roman Zürcher die Mannschaft für das Auswärtsspiel in Sion, bevor mit Jeff Saibene ein neuer Trainer verpflichtet wurde. Doch trotz teils ansprechenden Leistungen konnte der Abstieg nicht mehr verhindert werden.

### 2011 bis 2015: Von der Challenge League in die Europa League
Die Saison 2011/12 bestritt der FC St. Gallen wie vor drei Jahren in der Challenge League. Weil gleichzeitig der andere Stadtverein, der SC Brühl, aus der 1. Liga in die Challenge League aufgestiegen war, kam es in dieser Saison das erste Mal seit 1971 wieder zu einem Meisterschaftsduell der beiden Stadtclubs. Sowohl auswärts im Paul-Grüninger-Stadion wie auch in der AFG Arena konnte der FC St. Gallen die als Stadtmatch bekannten Derbys gewinnen.
Der FC St. Gallen wurde während der Vorrunde seiner Favoritenrolle gerecht und führte in der Winterpause die Tabelle mit neun Punkten Vorsprung auf den FC Aarau an. In der Rückrunde konnte der FCSG nur selten an die Erfolge im Herbst anknüpfen, zu oft wurden Punkte leichtfertig vergeben. Mannschaft und Trainer standen trotz des ersten Platzes zunehmend in der Kritik. Drei Runden vor Schluss konnte dank Toren von Oscar Scarione und Kristian Nushi mit dem 2:0-Auswärtssieg beim FC Locarno dennoch der sofortige Wiederaufstieg sichergestellt werden. Am Ende der Saison verliess mit dem Rücktritt von Daniel Imhof der letzte Spieler der Meistermannschaft 2000 den FCSG.
Für die Super-League-Saison 2012/13 wurde die bestehende Mannschaft hauptsächlich mit Spielern aus der zweithöchsten Liga ergänzt. Dem FC St. Gallen gelang dennoch ein hervorragender Start in die Meisterschaft, führte nach Siegen gegen Teams wie den FC Basel und den FC Sion gar nach einem Meisterschaftsviertel die Tabelle an und blieb die ersten zehn Spiele ohne Niederlage. Die Hinrunde schloss der FC St. Gallen auf dem 3. Platz ab, punktgleich mit dem zweitplatzierten Meister aus Basel. Nach einigen durchzogenen Ergebnissen zu Beginn der Rückrunde, konnte der FC St. Gallen wieder an die Leistungen der Vorrunde anknüpfen und sicherte sich am Ende den 3. Platz und qualifizierte sich so für die UEFA Europa League. Zudem wurde Oscar Scarione mit 21 Treffern Torschützenkönig der Super League. Auf die Saison 2013/14 hin wechselte Scarione zum türkischen Verein Kasımpaşa Istanbul.

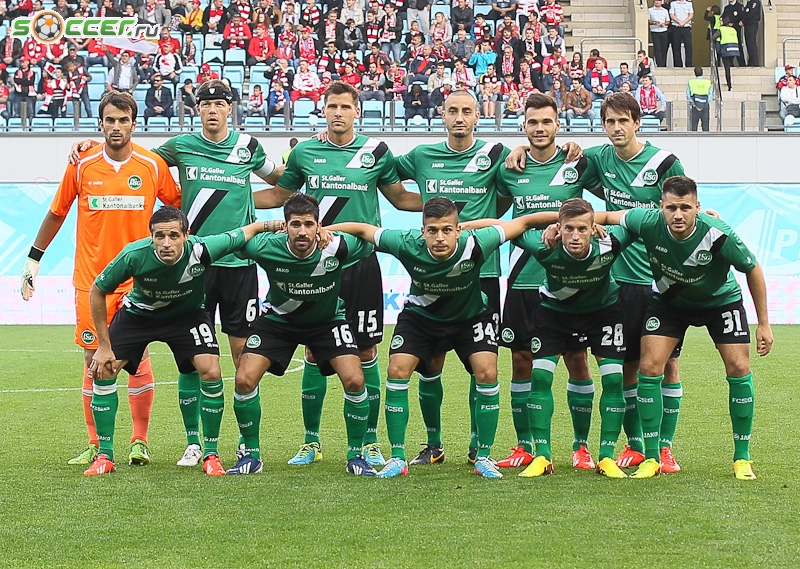
FC St. Gallen 2013 vor dem Auswärtsspiel gegen Spartak Moskau

In den Euro-League-Play-offs erhielt man den russischen Rekordmeister Spartak Moskau zugelost. Im Hinspiel in St. Gallen erreichte der FCSG mit einer starken Leistung einen Achtungserfolg gegen die favorisierten Russen. Marco Mathys erzielte kurz nach der Pause den hochverdienten Ausgleich zum 1:1-Endstand. Im Rückspiel in der Arena Chimki gelang den St. Gallern trotz einem 0:1-Rückstand nach 52 Sekunden ein überraschender 4:2-Sieg durch Tore von Goran Karanović (2×), Roberto Rodriguez und Dejan Janjatović und qualifizierte sich sensationell für die Gruppenphase. Das erste Spiel gegen FK Kuban Krasnodar gewann man zu Hause mit 2:0 durch Tore von Karanović und Mathys. Auswärts bei Swansea City unterlag der FC St. Gallen vor über 1500 mitgereisten Fans nach einem vergebenen Elfmeter und zahlreichen Chancen unglücklich mit 0:1. Gegen den spanischen Spitzenverein FC Valencia blieb man auswärts chancenlos und verlor mit 1:5. Im Rückspiel in St. Gallen bot das Heimteam eine starke Leistung. Nachdem man den 0:1-Rückstand trotz Unterzahl nach einer roten Karte zwischenzeitlich durch Tore von Stéphane Besle und Goran Karanovic in eine 2:1-Führung kehren konnte, gewannen die Spanier das Spiel noch mit 2:3. In Krasnodar musste St. Gallen in der Defensive auf zahlreiche Stammkräfte verzichten und verlor das Spiel dann auch diskussionslos mit 0:4 und war damit bereits ausgeschieden. Dennoch gewann der FCSG das letzte Spiel zu Hause gegen den walisischen Premier-League-Vertreter Swansea City mit 1:0 durch ein Tor von Marco Mathys.
Auch in der Meisterschaft überzeugte der FC St. Gallen und belegte zur Winterpause den 5. Platz mit lediglich vier Punkten Rückstand auf den Wintermeister FC Basel. In der Rückrunde brach die Mannschaft jedoch komplett ein und gewann von den 18 Spielen nur noch deren drei und belegte den letzten Platz in der Rückrundentabelle. Die Meisterschaft wurde auf Platz 7 abgeschlossen.
Am 22. August 2014 gab der FC St. Gallen bekannt, dass der Verein in den Club of Pioneers aufgenommen wird. Der vom Sheffield FC, dem ältesten Fussballverein der Welt, gegründete Club hat das Ziel, die ältesten Vereine der jeweiligen Länder aufzunehmen und Ursprünge und Tradition des Fussballs zu pflegen. Am 24. September 2014 wurde der FCSG vor dem Meisterschaftsspiel gegen die Grasshoppers Zürich, das 3:0 gewonnen wurde, offiziell aufgenommen. Zu diesem Anlass waren auch zahlreiche ehemalige Funktionäre und Spieler anwesend.
Die Hinrunde der Saison 2014/15 schloss der FC St. Gallen auf dem 4. Platz ab. In der Rückrunde brach die Mannschaft wie bereits im Vorjahr ein und rutschte trotz beträchtlichem Vorsprung zur Winterpause noch auf den 6. Platz ab. Im Cup erreichte der FCSG das Halbfinale. Aufsehen erregte die Entscheidung des Trainers Jeff Saibene zu Beginn der Saison mit der Einführung einer Torhüterrotation, bei welcher sich die beiden Torhüter Daniel Lopar und Marcel Herzog nach 2 Spielen jeweils abwechselten.

### 2015 bis 2017: Machtkämpfe im Verwaltungsrat
Als nach der enttäuschenden Rückrunde auch der Start in die Saison 2015/16 durchzogen war, gab Trainer Jeff Saibene nach einer 0:1-Niederlage gegen den FC Vaduz trotz eines noch bis 2017 laufenden Vertrags am 1. September 2015 seinen Rücktritt bekannt. Assistenztrainer Daniel Tarone übernahm interimistisch dessen Funktion. Am 16. September wurde Josef Zinnbauer als neuer Trainer vorgestellt. Er erhielt einen Dreijahresvertrag. Nach Platz 5 in der Winterpause brach die Mannschaft in der Rückrunde ein. Mit einem 0:7 am 17. April 2016 gegen den FC Basel im eigenen Stadion verlor der FCSG so hoch wie seit 40 Jahren (ebenfalls ein 0:7 gegen die BSC Young Boys) nicht mehr. Mit 15 Punkten in der gesamten Rückrunde fand sich der FCSG auf dem letzten Platz der Rückrundentabelle und geriet gegen Ende der Saison hin sogar noch in Abstiegsgefahr.
Am 29. Juni 2016 gab der FCSG bekannt, dass der Verein in FC St. Gallen 1879 umbenannt wird. Das Gründungsjahr wurde angefügt, um die Verbundenheit zur Tradition als ältester Fussballverein der Schweiz und des europäischen Festlandes zu stärken. Die Saison 2016/17 begann für den FCSG wenig erfolgreich, im Herbst 2016 rutschte er nach einer Niederlagenserie auf den letzten Tabellenplatz ab. Dank einer Serie erfolgreicher Spiele kurz vor der Winterpause schaffte es der FC St. Gallen schlussendlich, auf dem 6. Platz zu überwintern. Auf die Rückrunde hin wurde bereits vorab Tranquillo Barnetta unter Vertrag genommen. Am 10. April 2017 gab der FC St. Gallen bekannt, dass Präsident Dölf Früh aus gesundheitlichen Gründen als Präsident des FCSG zurücktritt. Sein Nachfolger wird an einer ausserordentlichen Generalversammlung bestimmt.
Nachdem der FC St. Gallen zwischenzeitlich auf gutem Weg in den Europapokal war, gelangte er durch eine Serie von 7 Spielen ohne Sieg, davon 5 Niederlagen am Stück wieder in Abstiegsgefahr. Am 4. Mai 2017 wurde die Trennung von Trainer Josef Zinnbauer und dem langjährigen Assistenten Daniel Tarone bekannt gegeben. Laut Präsident Dölf Früh waren vor allem wirtschaftliche Gründe ausschlaggebend, da eine Vielzahl an Fans aus Protest gegenüber Zinnbauer auf eine Verlängerung ihrer Jahreskarte verzichteten und auch zahlreiche Sponsoren mit dem Rückzug drohten. Als neuer Cheftrainer wurde der ehemalige Meister-Spieler Giorgio Contini vorgestellt. Unter ihm schaffte der FC St. Gallen den Ligaerhalt.
Für mehr Aufsehen sorgte in diesem Jahr die Führung des FC St. Gallen. Am 13. Mai 2017 wurde Stefan Hernandez als neuer Präsident des FC St. Gallen gewählt. Er trat die Nachfolge des aus gesundheitlichen Gründen zurückgetretenen Dölf Früh an. Gleichzeitig präsentierte Früh das geänderte Organigramm, in welchem der bisherige Sportchef Christian Stübi degradiert und mit dem Trainer sowie dem Nachwuchsverantwortlichen auf eine Stufe gestellt wurde. Neu übernahm der bisherige Verantwortliche der Nachwuchsabteilung, Ferruccio Vanin, die Funktion als CEO der FC St. Gallen AG. Christian Stübi kündigte kurze Zeit später. Zahlreiche weitere Mitarbeiter verliessen innert kürzester Zeit unter der neuen Führung den FC St. Gallen, unter ihnen der CEO der FC St. Gallen Event AG, Pascal Kesseli, Simon Storm, Leiter der medizinischen Abteilung, und Marco Sessa, Verantwortlicher für das Stadionmanagement. Auch im Verwaltungsrat gab es Rücktritte. Der ehemalige Präsident Michael Hüppi und das langjährige Mitglied Martin Schönenberger traten aus dem Verwaltungsrat zurück. Hüppi gab nach seinem Abschied ein Aufsehen erregendes Interview im St. Galler Tagblatt, in welchem er von Intrigen und Machtkämpfen innerhalb des FCSG berichtete. Grund zur Kritik gab auch, dass mit einer Ausnahme die ganzen verbliebenen Verwaltungsratsmitglieder selber auch Lohnbezüger beim FCSG waren.
An der Generalversammlung vom 13. November 2017 wurde bekannt gegeben, dass Dölf Früh sein Aktienpaket an mehrere Ostschweizer Unternehmer verkauft hat. Den Verkauf hatte er bereits bei der Vorstellung von Hernandez angekündigt, danach aber dennoch entgegen seiner Ankündigung seinen Anteil nochmals erhöht. Hernandez und Vanin wurden trotz zahlreicher Gegenstimmen gewählt. Die neuen Aktionäre kündigten jedoch an, die Zusammensetzung und Handlungen der Führung des FC St. Gallen genauer zu analysieren.

### 2018 bis heute: Neuanfang unter neuer Führung
Am 12. Dezember 2017 wurde der komplette Verwaltungsrat von den neuen Aktionären abgesetzt, als neuer Präsident wurde Matthias Hüppi vorgestellt, der sein Amt auf den 15. Januar 2018 aufnahm. Die weiteren neuen vier Verwaltungsratsmitglieder haben allesamt eine Vergangenheit beim FC St. Gallen, sei es als Nachwuchsspieler oder Teil der ersten Mannschaft. Als Sportchef wurde der frühere Schweizer Nationalspieler Alain Sutter verpflichtet. In der Folge trennte sich der FC St. Gallen von zahlreichen von der vorherigen Führung installierten Personen wie Ferruccio Vanin, Finanzchef Sascha Roth oder dem umstrittenen Nachwuchschef Otero und holte geschasste Personen wie Simon Storm oder Daniel Tarone wieder zurück.
In der Rückrunde erreichte der FC St. Gallen nach einem Auswärtssieg in Basel eine Serie von 5 Siegen am Stück, welche zu einer komfortablen Ausgangslage im Kampf um den dritten Platz führte. Nach den folgenden 5 Spielen mit nur noch einem Sieg wurde Giorgio Contini entlassen. Allerdings nicht aufgrund der Resultate, sondern die Vertrauensbasis war gemäss Sportchef Sutter nicht mehr gegeben. Boro Kuzmanovic wurde als zukünftiger Assistenztrainer verpflichtet und betreute als Cheftrainer die Mannschaft interim bis Saisonende. Er verlor mit dem Team alle 5 verbleibenden Spiele und schloss die Saison auf Platz 5 ab. Dank der Cupfinal-Paarung qualifizierte sich der FC St. Gallen dadurch für die Teilnahme an der 2. Qualifikationsrunde für die Europa League. Als neuer Trainer wurde Peter Zeidler verpflichtet.
In der 2. Qualifikationsrunde zur UEFA Europa League 2018/19 traf der FC St. Gallen auf Sarpsborg 08 FF. Das Hinspiel im Kybunpark konnte trotz Rückstand und Roter Karte nach 4 Minuten doch noch mit 2:1 (1:1) gewonnen werden. Beim Rückspiel in Norwegen verlor St. Gallen nach einem enttäuschenden Auftritt mit 0:1 und schied aufgrund der Auswärtstorregel aus.
In der Meisterschaft sorgte ein ungeahndetes Foulspiel für einen Skandal und Aufsehen über die Landesgrenzen hinaus. Am 23. September 2018 beim Heimspiel gegen den FC Lugano sprang Luganos Fabio Daprelà in der 55. Minute mit gestreckten Bein und offener Sohle gegen das Knie von Cedric Itten. Der bis dahin erfolgreichste Torschütze des FCSG erlitt dadurch einen Riss des vorderen Kreuz- und des Innenbands im rechten Knie und fiel damit praktisch für den Rest der Saison aus. Obschon Schiedsrichter Lionel Tschudi wenige Meter danebenstand, wurde die Aktion nicht einmal als Foul geahndet, da er seine Aufmerksamkeit laut eigener Aussage auf den Ball gerichtet hatte und die Aktion nicht mitbekam. Für zusätzliche Brisanz sorgte, dass Daprelà bereits bei der letzten Begegnung gegenüber Itten angekündigt habe, er mache ihn kaputt. Im selben Spiel musste der Luganesi später nach einer Tätlichkeit gegen Marco Aratore mit Rot vom Platz. Zum Zeitpunkt des Fouls führte der FC St. Gallen mit 2:0. Vor Itten verlor er bereits Nicolas Lüchinger früh im Spiel nach einer Verletzung nach einem Zweikampf. Die Mannschaft des FCSG zeigte sich nach der Szene geschockt und musste in der Nachspielzeit noch den 2:2-Ausgleich hinnehmen. Fabio Daprelà wurde nachträglich für sechs Spiele gesperrt. Auch eine Anklage bezüglich vorsätzlicher Körperverletzung wurde seitens des FC St. Gallen geprüft.
Nachdem man sich in der Hinrunde stets in der oberen Tabellenhälfte aufgehalten hatte, sorgte eine Baisse gegen Ende des Jahres dafür, dass der FCSG zur Winterpause noch auf Rang 6 abrutschte. Auch im Frühjahr fehlte die Konstanz und die St. Galler drohten auf den auf diese Spielzeit wieder eingeführten Barrage-Platz abzurutschen. Durch Siege gegen direkte Konkurrenten konnte man der Relegation jedoch entgehen. Am 23. April 2019 gab Tranquillo Barnetta bekannt, dass er seine Karriere am Ende der laufenden Saison beenden werde. Dem erfolgreichsten St. Galler Fussballer aller Zeiten gelangen in seiner letzten Spielzeit 9 Saisontore, so viele wie nie zuvor in seiner Karriere. Das letzte erzielte er bei seiner grossen Verabschiedung im letzten Heimspiel beim 4:1-Sieg gegen den Meister BSC Young Boys. Beim letzten Spiel auswärts beim FC Zürich hätte sich der FC St. Gallen noch einen Platz in der Europa League sichern können. Das Spiel endete jedoch mit einem 1:1 und der FCSG stand punktgleich mit dem drittplatzierten FC Lugano auf Rang 6, wies aber von allen vier Teams mit 46 Punkten die schlechteste Tordifferenz aus, wodurch die Qualifikation knapp verpasst wurde. In der Sommerpause fand ein grösserer Umbruch statt, neben Barnetta verzeichnete die erste Mannschaft 14 weitere Abgänge, darunter etliche Leistungsträger der abgelaufenen Saison. Zu einem grossen Teil wurden diese durch Spieler aus dem eigenen Nachwuchs ersetzt.
Im ersten Spiel der neuen Saison 2019/20 sorgte der neu eingeführte Video Assistant Referee (kurz VAR) für grosse Diskussionen. Bei einem für den FCSG gepfiffenen Foul-Elfmeter meldete sich der Videoschiedsrichter, worauf Schiedsrichter Lionel Tschudi die Entscheidung wieder zurücknahm und als Schwalbe taxierte. Dies, obwohl keine Kameraeinstellung das Urteil belegen konnte. Die Liga reagierte mit einer Pressemitteilung und bestätigte, dass der VAR hier nicht hätte einschreiten dürfen. In der zweiten Runde gelang dem FC St. Gallen beim FC Basel den ersten Saisonsieg. Die Startelf beim Auswärtserfolg war mit einem Altersschnitt von 21,7 Jahren die zweitjüngste in der Geschichte der Super League. In den folgenden Spielen fehlte die Konstanz, die Ostschweizer rutschten bis auf Platz 8 in der Tabelle ab, dazu schied man im Schweizer Cup in der 2. Runde unglücklich gegen den unterklassigen FC Winterthur aus. Trainer Peter Zeidler nahm in der Folge einige Änderungen am Spielsystem und der Aufstellung vor und siegte gegen den stark aufspielenden Aufsteiger Servette Genf. Es war der Auftakt zu einer Serie mit 28 Punkten aus 11 Spielen, einzig beim amtierenden Meister und Tabellenführer Young Boys gab es in dieser Zeit eine 3:4-Niederlage. Mit furiosen Offensivfussball und einer Mannschaft bestehend aus jungen Nachwuchsspielern und andernorts gescheiterten Talenten war der FC St. Gallen die grosse Überraschungsmannschaft. Zur Saisonhälfte befand sich der FC St. Gallen auf Platz 3 in der Tabelle.

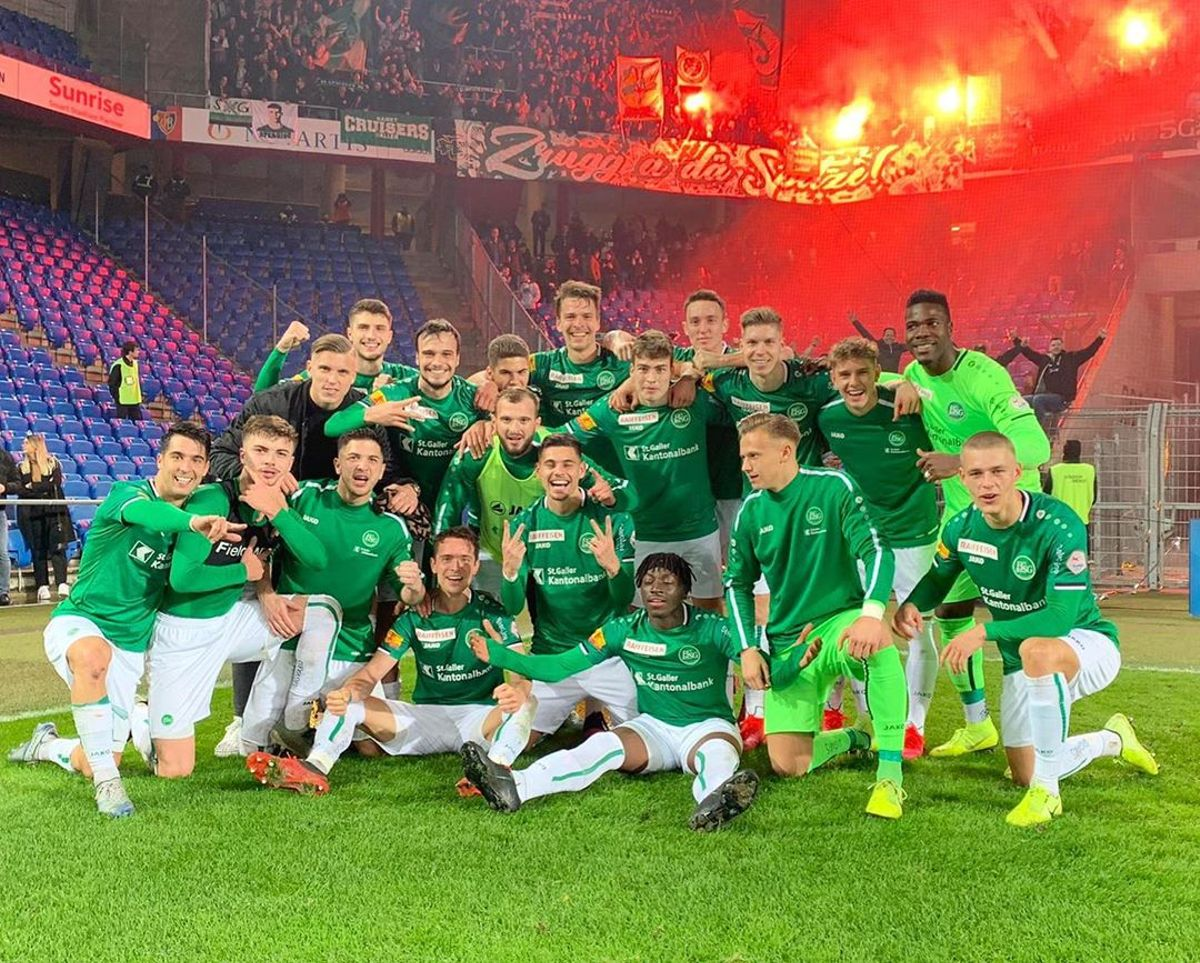
Die Mannschaft des FC St. Gallen feiert mit den Fans nach dem Auswärtssieg in Basel am 2. Februar 2020 den Sprung an die Tabellenspitze

Nach einem erfolgreichen Start in die Rückrunde gelang dem FCSG am 2. Februar 2020 dank einem weiteren Auswärtssieg in Basel zum ersten Mal seit fast 8 Jahren der Sprung an die Tabellenspitze. Am 23. Februar 2020 trafen die Ostschweizer als Tabellenführer zu Hause auf die Berner Young Boys. Das spektakuläre Spiel endete mit einem 3:3-Unentschieden, grosses Thema war nach dem Spiel jedoch die Entscheidung des VAR. Nach einem Elfmeterentscheid durch den Videoschiedsrichter für YB hielt Torhüter Lawrence Ati Zigi den Strafstoss. Erneut meldete sich der VAR, da Zigi zu früh die Linie verlassen hatte. Der wiederholte Elfmeter wurde in der 99. Minute zum Ausgleich verwandelt. Anlass zu Diskussionen war, dass, trotz mehrerer vergleichbaren Situationen die neue Regel bis zum Spitzenspiel nie angewendet wurde. Die Liga bestätige in einer Medienmitteilung, dass die Auslegung der Regel während der Saison geändert wurde.
Aufgrund der COVID-19-Pandemie wurde die Saison nach dem Spiel gegen die Young Boys unterbrochen, eine Fortführung der Meisterschaft war unsicher. Sorgen bereitete mit Blick auf mögliche Geisterspiele vor allem die finanzielle Situation, aufgrund der ausbleibenden Zuschauereinnahmen, die im Schweizer Fussball den grössten Teil der Einnahmen darstellen. Gemäss Präsident Matthias Hüppi würden dem FC St. Gallen dadurch bei jedem Heimspiel bis zu 500'000 Schweizer Franken fehlen.
Nach einem Unterbruch von fast 4 Monaten wurde die Saison ab dem 20. Juni 2020 fortgesetzt. Maximal 1'000 Personen wurden in den Stadien zugelassen. Mit 13 Spielen innert 6 Wochen ging die Saison in die eng getaktete finale Phase. Aufgrund des schmalen Kaders und der laufintensiven Spielweise des FC St. Gallen rechneten viele mit einem Einbruch des Tabellenführers, dazu hatte der FCSG im Vergleich zu Konkurrent YB 9 Ruhetage weniger gegenüber seinen Gegnern. Peter Zeidler verzichtete jedoch auf Rotationen und vertraute trotz des intensiven Spielplans auf seine Stammelf. Es blieb an der Spitze ein Zweikampf zwischen dem FC St. Gallen und dem BSC Young Boys. Bis zur vorletzten Runde hatte der FC St. Gallen Chancen auf den Meistertitel, den sich der Titelverteidiger am Ende dank 6 Siegen in den letzten 6 Spielen sicherte. Der FCSG wurde zum ersten Mal Vizemeister und krönte damit eine der erfolgreichsten Saisons seiner Vereinsgeschichte. Bemerkenswert auch, dass die 15 meisteingesetzten Spieler einen Altersschnitt von 21,87 Jahren auswiesen und damit einer der jüngsten Mannschaften in den höchsten Ligen Europas stellte. Dazu schoss man mit 79 Toren soviele wie seit den 1940er-Jahren nicht mehr. Mit Jordi Quintillà (13), Ermedin Demirović (14) und dem Schweizer Nationalspieler Cedric Itten (19) schossen gleich 3 Spieler mehr als 10 Tore.
Während der Sommerpause kam es zu Transfers einiger Stammspieler. Die erfolgreichen Stürmer Itten und Demirović verliessen den Verein, ebenso Captain Silvan Hefti. Trotz des Umbruchs startete der FC St. Gallen gut in die Saison 2020/21. Nach drei 1:0-Siegen in den ersten drei Runden stand der FCSG mit dem Punktemaximum an der Tabellenspitze. In der Qualifikation zur Europa League trafen die Ostschweizer auf den griechischen Vertreter AEK Athen. Trotz guter Leistung schied St. Gallen nach einem 0:1 durch einen umstrittenen Elfmeter aus. In der Meisterschaft mischte der FCSG bis zur Winterpause im vorderen Tabellendrittel mit. In der Rückrunde brach die Mannschaft jedoch ein. Trotz meist ansprechender Leistungen erzielte die Mannschaft kaum Tore und geriet gegen Ende noch in Abstiegsgefahr, die dank einem Heimsieg in der vorletzten Runde gegen Lausanne abgewendet werden konnte. Die Meisterschaft schloss St. Gallen auf Platz 7 ab. Erfolgreicher war das Team von Peter Zeidler im Schweizer Cup. Im Achtelfinal wurde der Cup-Sieger und Schweizermeister YB mit 4:1 eliminiert. Es folgte ein Auswärtssieg bei den Grasshoppers und der Halbfinalsieg bei Servette Genf, wodurch sich der FCSG das erste Mal seit 23 Jahren wieder für den Final qualifizierte. Dieser ging nach einem enttäuschenden Auftritt mit 1:3 gegen den FC Luzern verloren.
Die Hinrunde der Saison 2021/22 lief für den FC St. Gallen unbefriedigend. Die Auftritte der Mannschaft waren zwar teils ansprechend, sie konnte diese jedoch zu selten in Punkte ummünzen. In der Winterpause war man mit lediglich 16 Punkten aus 18 Spielen auf dem drittletzten Tabellenplatz klassiert. Es fanden daraufhin einige Transferaktivitäten statt, um die Mannschaft im Kampf um den Klassenerhalt zu stärken. Der Erfolg dieser Massnahmen zeigte sich auf dem Platz. St. Gallen startete eine Serie von 11 Spielen ohne Niederlage. Zwar brach die Leistung gegen Ende der Saison etwas ein, dennoch sicherte man sich den 5. Platz und stellte hinter dem Meister FC Zürich das zweitbeste Team der Rückrunde.
Im Schweizer Cup schaffte es der FC St. Gallen nach einem 2:0-Erfolg im Halbfinale auswärts gegen Yverdon-Sport FC erneut ins Finale. Es war das erste Mal, dass dem FCSG dies zwei Jahre in Folge gelang. Im Berner Wankdorf trafen die Ostschweizer auf den FC Lugano. Wie bereits im Vorjahr konnte die Mannschaft ihre Qualitäten im Endspiel nicht auf den Platz bringen und unterlag den Tessinern nach einem erneut enttäuschenden Auftritt verdient mit 1:4.
Nachdem in der Saison 2021/22 erstmals seit Ausbruch der Corona-Pandemie auch wieder Zuschauer zugelassen waren, stellte der FC St. Gallen mit einem Schnitt von 15'514 einen neuen Vereinsrekord auf. Mit über 82 % verfügte St. Gallen auch über die höchste Auslastung der Schweiz.

## Erfolge und Statistik

### Erfolge
- Schweizer Meister (2): 1904, 2000
- Schweizer-Cup-Sieger: 1969
- Schweizer Cupfinalist (5): 1945, 1977, 1998, 2021, 2022
- Schweizer Ligacup-Sieger: 1978
- Schweizer Ligacupfinalist: 1982
- Schweizer Hallenmeister: 1998

### Ewige Tabelle
Der FC St. Gallen liegt derzeit (Ende Saison 2020/21) auf dem 7. Rang der ewigen Tabelle der Super League.

### Europacupbilanz
| Saison  | Wettbewerb             | Runde                  | Gegner               | Gesamt          | Hin       | Rück          |
| ------- | ---------------------- | ---------------------- | -------------------- | --------------- | --------- | ------------- |
| 1969/70 | Cup der Cupsieger      | 1. Runde               | BK Frem København    | (a)2:2(a)       | 1:2 (A)   | 1:0 (H)       |
| 1969/70 | Cup der Cupsieger      | 2. Runde               | Lewski-Spartak Sofia | 0:4             | 0:4 (A)   | 0:0 (H)       |
| 1983/84 | UEFA-Cup               | 1. Runde               | FK Radnički Niš      | 1:5             | 0:3 (A)   | 1:2 (H)       |
| 1985/86 | UEFA-Cup               | 1. Runde               | Inter Mailand        | 1:5             | 1:5 (A)   | 0:0 (H)       |
| 1998    | UEFA Intertoto Cup     | 1. Runde               | JK Tulevik Viljandi  | 9:3             | 3:2 (H)   | 6:1 (A)       |
| 1998    | UEFA Intertoto Cup     | 2. Runde               | Austria Salzburg     | 2:3             | 1:3 (A)   | 1:0 (H)       |
| 2000/01 | UEFA Champions League  | 3. Qualifikationsrunde | Galatasaray Istanbul | 3:4             | 1:2 (H)   | 2:2 (A)       |
| 2000/01 | UEFA-Cup               | 1. Runde               | FC Chelsea           | 2:1             | 0:1 (A)   | 2:0 (H)       |
| 2000/01 | UEFA-Cup               | 2. Runde               | FC Brügge            | 2:3             | 1:2 (A)   | 1:1 (H)       |
| 2001/02 | UEFA-Cup               | Qualifikation          | FK Pelister Bitola   | 4:3             | 2:0 (A)   | 2:3 (H)       |
| 2001/02 | UEFA-Cup               | 1. Runde               | Steaua Bukarest      | 3:2             | 2:1 (H)   | 1:1 (A)       |
| 2001/02 | UEFA-Cup               | 2. Runde               | SC Freiburg          | 2:4             | 1:0 (A)   | 1:4 (H)       |
| 2002    | UEFA Intertoto Cup     | 1. Runde               | B68 Toftir           | 11:10           | 5:1 (H)   | 6:0 (A)       |
| 2002    | UEFA Intertoto Cup     | 2. Runde               | Willem II Tilburg    | 1:2             | 0:1 (A)   | 1:1 n. V. (H) |
| 2007    | UEFA Intertoto Cup     | 2. Runde               | FC Dacia Chișinău    | 1:1 (0:3 i. E.) | 1:0 (A)   | 0:1 n. V. (H) |
| 2013/14 | UEFA Europa League     | Play-offs              | Spartak Moskau       | 5:3             | 1:1 (H)   | 4:2 (A)       |
| 2013/14 | UEFA Europa League     | Gruppenphase           | FK Kuban Krasnodar   | 2:4             | 2:0 (H)   | 0:4 (A)       |
| 2013/14 | UEFA Europa League     | Gruppenphase           | Swansea City         | 1:1             | 0:1 (A)   | 1:0 (H)       |
| 2013/14 | UEFA Europa League     | Gruppenphase           | FC Valencia          | 3:8             | 1:5 (A)   | 2:3 (H)       |
| 2018/19 | UEFA Europa League     | 2. Qualifikationsrunde | Sarpsborg 08 FF      | (a)2:2(a)       | 2:1 (H)   | 0:1 (A)       |
| 2020/21 | UEFA Europa League     | 3. Qualifikationsrunde | AEK Athen            | 0:1             | 0:1 (H) 1 | 0:1 (H) 1     |
| 2024/25 | UEFA Conference League | 2. Qualifikationsrunde | Tobyl Qostanai       | 5:1             | 4:1 (H)   | 1:0 (A)       |
| 2024/25 | UEFA Conference League | 3. Qualifikationsrunde | Śląsk Wrocław        | 4:3             | 2:0 (H)   | 2:3 (A)       |
| 2024/25 | UEFA Conference League | Play-offs              | Trabzonspor          | 1:1 (5:4 i. E.) | 0:0 (H)   | 1:1 n. V. (A) |
| 2024/25 | UEFA Conference League | Ligaphase              | Cercle Brügge        | 2:6             | (A)       |               |
| 2024/25 | UEFA Conference League | Ligaphase              | AC Florenz           | 2:4             | (H)       |               |
| 2024/25 | UEFA Conference League | Ligaphase              | Larne FC             | 2:1             | (A)       |               |
| 2024/25 | UEFA Conference League | Ligaphase              | FK TSC               | 2:2             | (H)       |               |
| 2024/25 | UEFA Conference League | Ligaphase              | Vitória Guimarães    | 1:4             | (H)       |               |
| 2024/25 | UEFA Conference League | Ligaphase              | 1. FC Heidenheim     | 1:1             | (A)       |               |

Gesamtbilanz: 53 Spiele, 20 Siege, 11 Unentschieden, 22 Niederlagen, 77:85 Tore (Tordifferenz −8)

### Intertoto Cup
Neben den offiziellen Europacup-Spielen nahm der FC St. Gallen auch einige Male am Intertoto Cup teil. Hierbei handelte es sich um eine internationale Veranstaltung, welche jeweils während der Saisonvorbereitung bestritten wurde. Jeweils in Gruppen eingeteilt traten vier Mannschaften in jeweils zwei Spielen gegeneinander an. Erst ab 1995 wurde der Wettbewerb offiziell von der UEFA veranstaltet und auch die Möglichkeit zur Qualifikation für den UEFA Cup geschaffen.
| Saison | Wettbewerb               | Gegner                 | Hinspiel | Rückspiel | Rang     |
| ------ | ------------------------ | ---------------------- | -------- | --------- | -------- |
| 1979   | Intertoto-Cup (Gruppe 3) | Malmö FF               | 1:2 (A)  | 1:2 (H)   | 4. Platz |
| 1979   | Intertoto-Cup (Gruppe 3) | Slavia Prag            | 0:1 (H)  | 0:2 (A)   | 4. Platz |
| 1979   | Intertoto-Cup (Gruppe 3) | Eintracht Braunschweig | 2:3 (A)  | 1:4 (H)   | 4. Platz |
| 1980   | Intertoto-Cup (Gruppe 4) | SK Rapid Wien          | 1:2 (H)  | 2:3 (A)   | 3. Platz |
| 1980   | Intertoto-Cup (Gruppe 4) | Sparta ČKD Prag        | 0:1 (A)  | 0:2 (H)   | 3. Platz |
| 1980   | Intertoto-Cup (Gruppe 4) | FC Den Haag            | 4:1 (A)  | 3:0 (H)   | 3. Platz |
| 1982   | Intertoto-Cup (Gruppe 2) | RFC Lüttich            | 1:0 (H)  | 2:1 (A)   | 3. Platz |
| 1982   | Intertoto-Cup (Gruppe 2) | Widzew Łódź            | 1:2 (H)  | 1:0 (A)   | 3. Platz |
| 1982   | Intertoto-Cup (Gruppe 2) | Arminia Bielefeld      | 1:3 (A)  | 1:2 (H)   | 3. Platz |
| 1983   | Intertoto-Cup (Gruppe 3) | Malmö FF               | 3:1 (H)  | 0:2 (A)   | 4. Platz |
| 1983   | Intertoto-Cup (Gruppe 3) | Pogoń Stettin          | 3:3 (H)  | 1:1 (A)   | 4. Platz |
| 1983   | Intertoto-Cup (Gruppe 3) | Werder Bremen          | 2:3 (A)  | 1:2 (H)   | 4. Platz |
| 1985   | Intertoto-Cup (Gruppe 4) | AIK Solna              | 1:6 (H)  | 1:0 (A)   | 4. Platz |
| 1985   | Intertoto-Cup (Gruppe 4) | Bohemians ČKD Prag     | 2:1 (H)  | 2:4 (A)   | 4. Platz |
| 1985   | Intertoto-Cup (Gruppe 4) | Videoton SC            | 2:3 (H)  | 1:1 (A)   | 4. Platz |
| 1986   | Intertoto-Cup (Gruppe 7) | 1. FC Magdeburg        | 1:5 (A)  | 2:0 (H)   | 4. Platz |
| 1986   | Intertoto-Cup (Gruppe 7) | Widzew Łódź            | 2:3 (A)  | 0:3 (H)   | 4. Platz |
| 1986   | Intertoto-Cup (Gruppe 7) | Brøndby IF             | 1:2 (H)  | 0:3 (A)   | 4. Platz |
| 1990   | Intertoto-Cup (Gruppe 2) | FC Swarovski Tirol     | 2:1 (H)  | 1:1 (A)   | 3. Platz |
| 1990   | Intertoto-Cup (Gruppe 2) | VfL Bochum             | 1:2 (A)  | 0:2 (H)   | 3. Platz |
| 1990   | Intertoto-Cup (Gruppe 2) | Slawia Sofia           | 2:0 (A)  | 2:1 (H)   | 3. Platz |
| 1992   | Intertoto-Cup (Gruppe 3) | BK Häcken              | 0:3 (A)  | 3:3 (H)   | 3. Platz |
| 1992   | Intertoto-Cup (Gruppe 3) | Bayer 05 Uerdingen     | 0:1 (A)  | 0:1 (H)   | 3. Platz |
| 1992   | Intertoto-Cup (Gruppe 3) | FC Stahl Linz          | 2:2 (H)  | 3:0 (A)   | 3. Platz |

## Stadion

### Kybunpark

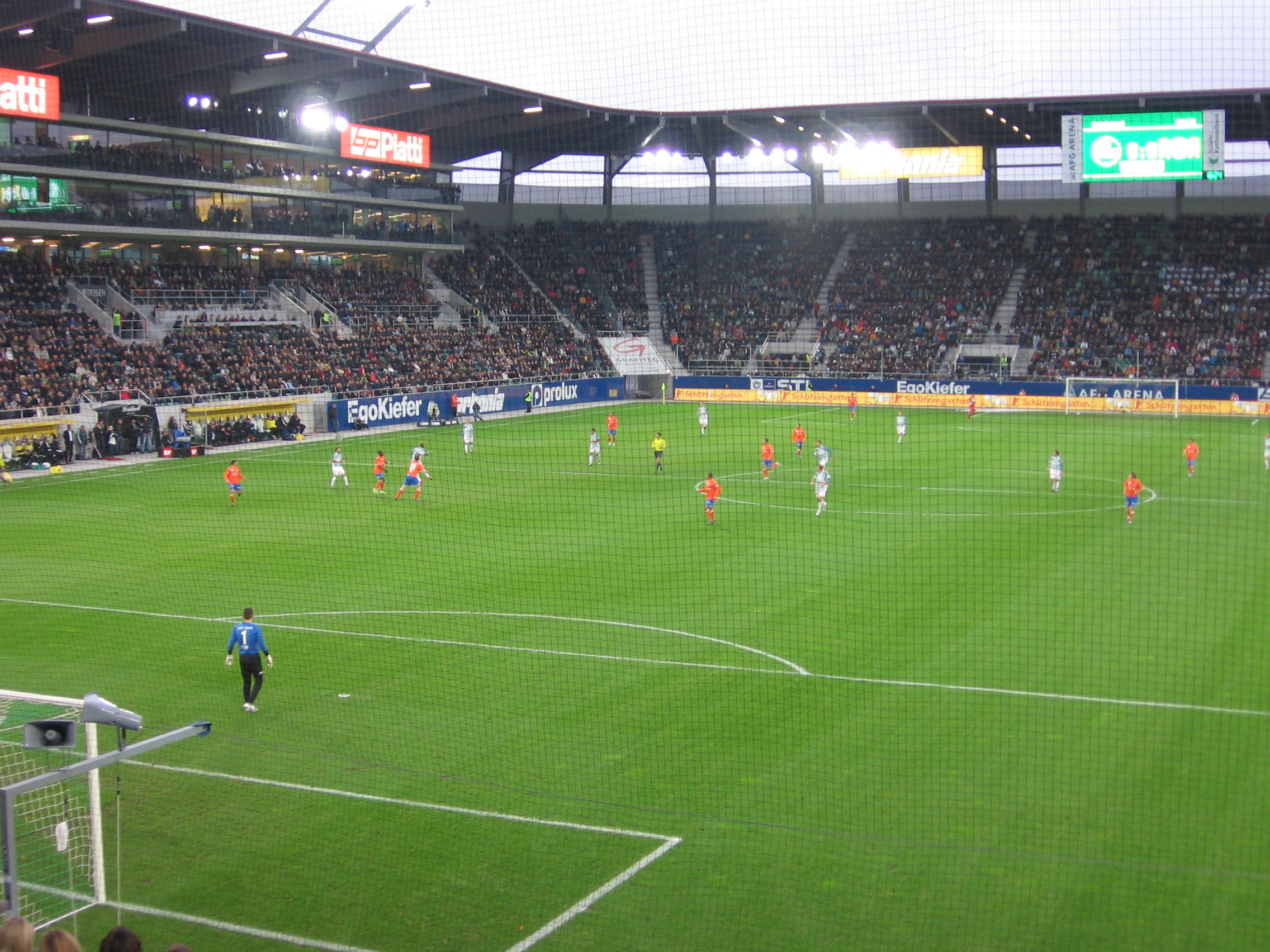
Super-League-Spiel gegen FC Zürich in der AFG Arena (2009)

Am 14. September 2005 erfolgte nach fast zehnjähriger Planung im Westen der Stadt der erste Spatenstich für die rund 410 Millionen Franken teure AFG Arena mit einem Fassungsvermögen von geplanten 21'000 Zuschauern. Davon sollten 16'000 auf Sitzplätze und 5000 auf Stehplätze entfallen. Nach diversen Änderungen (v. a. an der Anzahl Stehplätze) ist das Fassungsvermögen bei Meisterschaftsspielen auf 20'660 (ohne Sperrplätze) und 20'200 (mit Sperrplätzen) gesunken. Bei europäischen Spielen beträgt die Kapazität 17'317 Sitzplätze. Seit dem Sommer 2016 heisst das Stadion kybunpark. Durch Erweiterung der Sitzplätze auf Kosten von Stehplätzen beträgt die offizielle Kapazität bei nationalen Spielen mittlerweile 18'790, angelehnt an das Gründungsjahr des FCSG.

### Espenmoos
1910 errichtete der FC St. Gallen im Osten der Stadt ein eigenes Stadion mit einer Holztribüne, welches am 16. Oktober mit einem Spiel gegen den Stadtrivalen SC Brühl eingeweiht wurde. Im Laufe der Jahrzehnte wurde das Espenmoos laufend erweitert. 1969 wurde die markante Haupttribüne mit einem Fassungsvermögen von 2'200 Zuschauern eröffnet, welche auch heute noch besteht. Im UEFA-Cup verfolgte die Rekordkulisse von 16'200 Zuschauern das Spiel gegen Inter Mailand. Nach insgesamt 98 Jahren wurde das Espenmoos 2008 durch die AFG Arena als Heimstätte des FC St. Gallen abgelöst. Zuletzt verfügte das Espenmoos über ein Fassungsvermögen von 11'300 Zuschauern. Heute dient das 2008 zurückgebaute Stadion als öffentliche Sportanlage der Stadt St. Gallen, unter anderem trägt die U21-Mannschaft des FCSG ihre Heimspiele im Espenmoos aus.

## Fans und Anhänger
Der FC St. Gallen ist vor allem bekannt für die treue Anhängerschaft. Trotz der verhältnismässig kleinen Stadt verfügt der FC St. Gallen seit Jahren über eine der höchsten Zuschauerzahlen der Schweiz, und dies unabhängig von der Ligazugehörigkeit. Das alte Stadion Espenmoos war dank den meist gut gefüllten Rängen und der Nähe zum Spielfeld für die Hexenkessel-Atmosphäre bekannt und gefürchtet, nicht selten mussten favorisierte Teams Punkte auf dem Espenmoos zurücklassen. Berüchtigt waren auch die sogenannten «OLMA-Matches», welche aufgrund der grössten Schweizer Messe, der OLMA, welche unweit des Espenmoos stattfand, meist ausverkauft waren.
Mit dem Umzug in die neue AFG Arena im Jahr 2008 stiegen zwar die Zuschauerzahlen an, die Atmosphäre war jedoch nicht mehr mit dem Quartierstadion Espenmoos vergleichbar. In der Saison 2008/09 stellte der FC St. Gallen mit einem Durchschnitt von 12‘469 Zuschauern pro Spiel einen neuen Rekord für die zweithöchste Liga auf und übertraf die vorherige Bestmarke des FC Basels (8500) um rund die Hälfte.
Nach den Pandemiejahren und den Einschränkungen für Stadionbesuche stiegen die Zuschauerzahlen sowie auch die Atmosphäre steil an. Seit der Saison 2021/22 wurde der eigene Zuschauerrekord kontinuierlich gebrochen. Auch in der aktuellen Saison ist der Zuschauerdurchschnitt auf einem Rekordhoch. Somit besuchen nach dem BSC Young Boys und dem FC Basel die drittmeisten Zuschauer die Spiele des FC St. Gallen in der Super League.
Auch auswärts kann der FC St. Gallen auf zahlreiche Unterstützung seiner Fans zählen, dies obschon der Anhang durch St. Gallens geografische Lage oftmals die weitesten Entfernungen für Auswärtsspiele zurücklegen muss. So waren die Fans des FC St. Gallen die ersten, welche in der zweithöchsten Liga für sämtliche Auswärtsfahrten Extrazüge organisierten. Die Organisation wird jeweils vom Dachverband 1879 übernommen, welcher neben den Fan-Transporten für nationale wie auch internationale Spiele auch Choreografien und weitere Anlässe organisiert. Auch in den Europa-League-Spielen der Saison 2013/14 durfte der FCSG auswärts auf seine Fans zählen. Bereits nach Moskau reisten 400 Anhänger mit, zu den Gruppenspielen ins walisische Swansea oder ins spanische Valencia reisten 1'500 bis 2'000 Fans an.

### Fanfreundschaften
Seit 2006 besteht eine Fan-Freundschaft zwischen dem Espenblock und den Fans des Oberligisten SSV Reutlingen. Die Fans beider Klubs pflegen einen engen Kontakt und unterstützen sich auch gegenseitig bei einigen Spielen.
Ausserdem bestehen Fanfreundschaften zu NK Maribor, Neuchâtel Xamax und dem VfB Stuttgart.

## Jugendabteilung
Bereits seit Jahrzehnten betreibt der FC St. Gallen eine umfangreiche Jugendabteilung. In den letzten Jahren wurde mit der neuen Infrastruktur der AFG Arena der Fokus auf die Nachwuchsförderung verstärkt.
Seit April 2012 werden die Nachwuchsteams unter dem Label FutureChampsOstschweiz (FCO) geführt. Bei den FCO-Préformation-Teams, welche auch Juniorenabteilungen anderer Ostschweizer Mannschaften beinhaltet, ist der FC St. Gallen mit den Altersstufen U11, U12, U13, U14 und U15 vertreten. Bei den Teams der FCO-Formation sind die Mannschaften U16, U17, U19 und U21 vertreten.
Einen bemerkenswerten Erfolg erreichte der FC St. Gallen U21 in der Saison 2011/12, als er als eines der vier besten U21-Teams der Schweiz den Aufstieg in die neu gegründete 1. Liga Promotion schaffte. Trotz grossem Rückstand zur Winterpause konnten die Teams aus Luzern und Bern noch eingeholt werden. Der Aufstieg wurde mit einem 2:0-Sieg beim FC Balzers in der vorletzten Runde sichergestellt. Seit der Saison 2012/13 werden sämtliche U21-Teams als zweite Mannschaften benannt, so nennt sich die ehemalige FC St. Gallen U21 in der 1. Liga Promotion neu FC St. Gallen II. Zugelassen sind jedoch weiterhin nur drei Spieler mit einem Alter über 21. In der Saison 2015/16 stieg die zweite Mannschaft in die 1. Liga ab.

## Andere Abteilungen des Vereins

### Frauenfussball
Unter dem Namen «FC St. Gallen-Staad» betrieb der FC St. Gallen von 2017 bis 2022 zusammen mit dem FC Staad eine Frauenabteilung, welche durch eine Fusion entstanden war. Seit 2022 tritt die Mannschaft unter dem Namen FC St. Gallen 1879 auf. Sie spielt in der Women’s Super League. Neben der ersten Mannschaft führen die FCSG-Frauen auch Nachwuchsteams in den Stufen U16 und U18. Die Spiele werden entweder im Heimstadion Espenmoos oder im Gründenmoos ausgetragen.

### Cheerleaders
Im Jahr 2000 wurde die Cheerleader-Abteilung beim FC St. Gallen ins Leben gerufen. Die als Green Lightning bekannten Cheerleaders haben sich seitdem zum erfolgreichsten Team in der Schweiz entwickelt. Zahlreiche nationale Meistertitel in den verschiedensten Disziplinen sowie beachtliche Ergebnisse an Welt- und Europameisterschaften gehören zu den Erfolgen der Gruppe. An Heimspielen des FC St. Gallen stehen die Cheerleaders jeweils beim Einmarsch in Stadion Spalier und präsentieren oftmals in den Halbzeitpausen ihre Show.

### eSport
Am 9. Dezember 2016 wurde bekanntgegeben, dass der FC St Gallen erster Profi-Verein der Schweiz ein eigenes eSport-Team gründete. Mit Sandro Poschinger wurde auch ein Talent aus der Region unter Vertrag genommen und vorgestellt. Mit Thomas Temperli, dem erfolgreichsten Schweizer FIFA-Spieler aller Zeiten, wurde ihm ein erfahrener Coach zur Seite gestellt. Im Frühjahr 2019 gab der Verein bekannt, dass man sich auf das Kerngeschäft konzentrieren möchte und den Bereich eSports vorerst ruhen lässt und ihm gegebenenfalls zu einem späteren Zeitpunkt wieder mehr Priorität einräumen wird.

## Logos

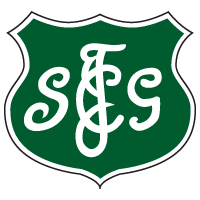
Das erste Logo des FC St. Gallen, welches auch auf dem ältesten Teamfoto von 1881 zu sehen ist. Von den Fans wurde dieses in den letzten Jahren wieder aufgegriffen und wird für Choreografien und inoffizielle Fanartikel verwendet.
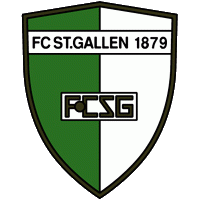
Das grün-weisse Logo mit gelber Schrift wurde bis 1980 genutzt, bevor es anlässlich des 100-Jahr-Jubiläums abgelöst wurde.
Zum Jubiläum 1979 wurde ein neues Logo gestaltet. Bis 2001 wurde dieses Logo verwendet, es zierte unter anderem auch die Aussenfassade und den Spielereingang des Espenmoos.
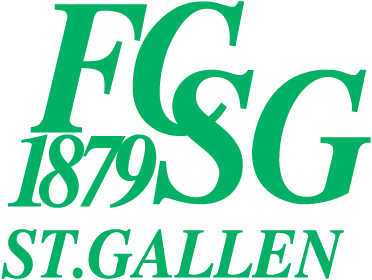
Durch den Meistertitel 2000 und die folgenden internationalen Auftritte wurde das Logo durch den Zusatz St. Gallen ergänzt, um die Herkunft des Vereins deutlicher hervorzuheben.
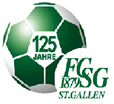
2004 wurde zum 125-jährigen Jubiläum ein eigenes Logo kreiert, welches nicht nur auf den Trikots, sondern auch bei festlichen Anlässen und Merchandising Verwendung fand.
Mit dem Umzug in die AFG Arena 2008 wurde auch das Logo überarbeitet und präsentierte sich in dieser Form.
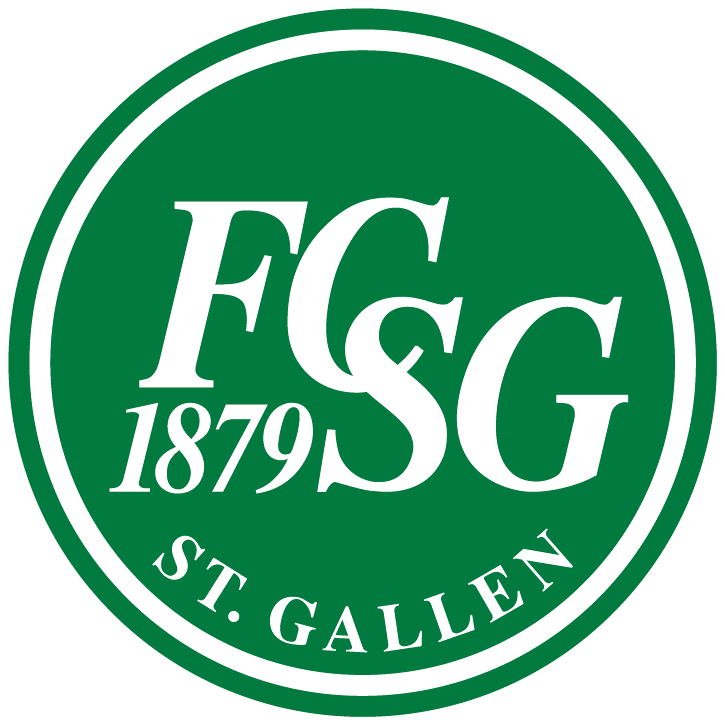
Der Neuauftritt ab der Saison 2016/17 hielt am Jubiläumslogo von 1979 fest. Auf den zuletzt verwendeten 3D-Verlauf im Logo wurde verzichtet.

## Trivia
Der 1879 gegründete FC St. Gallen ist mit Abstand der älteste noch bestehende Fussballklub der Schweiz; ihm folgt der 1886 gegründete Grasshopper Club Zürich. In der Romandie existierten zwar schon früher Fussballklubs (wie etwa der 1860 gegründete Lausanne Football and Cricket Club), die jedoch längst wieder aufgelöst sind.
Le Havre AC existiert zwar seit 1872, jedoch ist dieses Datum nicht gesichert, und Assoziationsfussball (was heute unter Fussball verstanden wird) soll dort erst 1892 eingeführt worden sein. Davor soll Rugby gespielt worden sein. Der Kjøbenhavns Boldklub wurde 1876 gegründet, jedoch wurde dort der Assoziationsfussball erst 1879 eingeführt. Im Europa existieren zudem viele früher gegründete polysportive Vereine wie der TSV 1860 München oder der SSV Ulm 1846, deren Fussballabteilungen jedoch erst später entstanden.
Somit kann nach jetzigem Wissensstand gesagt werden, dass der FC St. Gallen der älteste noch bestehende Fussballklub Kontinentaleuropas ist, wobei der FC St. Gallen von Anfang an Fussball, jedoch noch nicht den Assoziationsfussball spielte.

## Kader der Saison 2025/26
Stand: 12. August 2025
| Nr.          | Nat.                   | Spieler            | Im Verein seit | Letzter Verein       |
| Tor          | Tor                    | Tor                | Tor            | Tor                  |
| ------------ | ---------------------- | ------------------ | -------------- | -------------------- |
| 01           | Ghana                  | Lawrence Ati Zigi  | 2020           | FC Sochaux           |
| 25           | Deutschland            | Lukas Watkowiak    | 2020           | SV Wehen Wiesbaden   |
| 60           | Schweiz                | Janis Widmer       | 2025           | Eigener Nachwuchs    |
| Verteidigung |                        |                    |                |                      |
| 04           | Kroatien Deutschland   | Jozo Stanić        | 2023           | FC Augsburg          |
| 05           | Ghana Deutschland      | Stephan Ambrosius  | 2024           | Hamburger SV         |
| 14           | Kamerun                | Noah Yannick       | 2024           | Colombe Sportive     |
| 20           | Osterreich             | Albert Vallci      | 2022           | FC Red Bull Salzburg |
| 26           | Deutschland            | Tom Gaal           | 2025           | SSV Ulm 1846         |
| 28           | Frankreich             | Hugo Vandermersch  | 2024           | SM Caen              |
| 36           | Deutschland England    | Chima Okoroji      | 2023           | SV Sandhausen        |
| 68           | Schweiz                | Tarik Seferovic    | 2025           | Eigener Nachwuchs    |
| 71           | Schweiz                | Pascal Büttiker    | 2025           | Eigener Nachwuchs    |
| 72           | Schweiz                | Cyrill May         | 2025           | Eigener Nachwuchs    |
| Mittelfeld   |                        |                    |                |                      |
| 6            | Deutschland Kosovo     | Behar Neziri       | 2023           | FC Bayern München II |
| 7            | Schweiz                | Christian Witzig   | 2017           | Eigener Nachwuchs    |
| 8            | Spanien                | Jordi Quintillà    | 2022           | FC Basel             |
| 11           | Deutschland            | Carlo Boukhalfa    | 2025           | FC St.Pauli          |
| 16           | Deutschland            | Lukas Görtler      | 2019           | FC Utrecht           |
| 19           | Deutschland            | Lukas Daschner     | 2025           | VfL Bochum           |
| 23           | Kosovo Schweiz         | Betim Fazliji      | 2023           | FC St. Pauli         |
| 24           | Schweiz                | Bastien Toma       | 2023           | KRC Genk             |
| 63           | Schweiz Deutschland    | Corsin Konietzke   | 2020           | Eigener Nachwuchs    |
| 64           | Serbien Schweiz        | Mihailo Stevanovic | 2023           | FC Luzern            |
| 73           | Schweiz Nordmazedonien | Leonit Ibraimov    | 2023           | Eigener Nachwuchs    |
| Angriff      |                        |                    |                |                      |
| 14           | Guinea-a               | Aliou Baldé        | 2025           | OGC Nizza            |
| 18           | Schweiz                | Alessandro Vogt    | 2025           | Eigener Nachwuchs    |
| 19           | Kosovo Schweiz         | Shkelqim Vladi     | 2025           | FC Lugano            |
| 47           | Italien Ghana          | Enoch Owusu        | 2025           | Inter Mailand U20    |
| 77           | Ungarn                 | Kevin Csoboth      | 2024           | Újpest FC            |

### Transfers zur Saison 2025/26
| Zugänge     | Zugänge         | Zugänge           | Zugänge          |
| Nat.        | Name            | abgebender Verein | Transfer periode |
| ----------- | --------------- | ----------------- | ---------------- |
| Deutschland | Tom Gaal        | SSV Ulm 1846      | Sommer 2025      |
| Deutschland | Carlo Boukhalfa | FC St. Pauli      | Sommer 2025      |

| Abgänge     | Abgänge         | Abgänge                      | Abgänge          |
| Nat.        | Name            | aufnehmender Verein          | Transfer periode |
| ----------- | --------------- | ---------------------------- | ---------------- |
| Deutschland | Bela Dumrath    | Stuttgarter Kickers (Leihe)  | Sommer 2025      |
| Deutschland | Konrad Faber    | Dynamo Dresden (Leihe)       | Sommer 2025      |
| Frankreich  | Willem Geubbels | Paris FC                     | Sommer 2025      |
| Schweiz     | Felix Mambimbi  | Vertragsende; Ziel unbekannt | Sommer 2025      |

### Trainer
| Nat.                | Name             | Funktion         |
| ------------------- | ---------------- | ---------------- |
| Deutschland         | Enrico Maaßen    | Cheftrainer      |
| Deutschland         | Sebastian Block  | Assistenztrainer |
| Deutschland         | Marvin Compper   | Assistenztrainer |
| Deutschland         | Jonas Maier      | Assistenztrainer |
| Italien             | Stefano Razzetti | Torhütertrainer  |
| Stand: Oktober 2024 |                  |                  |

## Bekannte ehemalige Spieler
- Charles Amoah, Torschützenkönig 2000
- Tranquillo Barnetta, 75-facher Schweizer Nationalspieler, Schweizer Fussballer des Jahres 2008
- Rolf Blättler, 28-facher Schweizer Nationalspieler, Torschützenkönig 1964, 1965, 1966
- Albert Bunjaku, ehemaliger Schweizer und kosovarischer Nationalspieler
- José Saturnino Cardozo, paraguayischer Nationalspieler, Südamerikas Fussballer des Jahres 2002
- Franz Eckl, ehemaliger österreichischer Nationalspieler
- Leandro Fonseca
- Mario Frick, liechtensteinischer Nationalspieler
- Ionel Gane, ehemaliger rumänischer Nationalspieler
- Radosław Gilewicz
- Jerzy Gorgoń, ehemaliger polnischer Nationalspieler
- Luíz Filho Jairo
- Leopold Kielholz, ehemaliger Schweizer Nationalspieler, schoss das erste Tor der Schweizer-WM-Geschichte
- Phil Masinga, ehemaliger südafrikanischer Nationalspieler
- Željko Perušić, kroatischer Olympiasieger mit Jugoslawien
- Friedrich Rafreider, ehemaliger österreichischer Nationalspieler
- Ratinho
- Hugo Rubio, ehemaliger chilenischer Nationalspieler
- Oscar Scarione, Torschützenkönig 2013
- Jörg Stiel, ehemaliger Schweizer Nationalspieler
- Herbert Stöckl
- Alexander Tachie-Mensah, ehemaliger ghanaischer Nationalspieler
- Marco Tardelli, ehemaliger italienischer Nationalspieler und Weltmeister
- Jimmy Townley, 1923–25, später Tottenham; Stürmer, Sohn des englischen Professionals und europäischen Fußballpioniers William Townley
- Armin Veh, ehemaliger Meistertrainer des VfB Stuttgart
- Edwin Vurens, ehemaliger niederländischer Nationalspieler
- Ferdinand Wesely, ehemaliger österreichischer Nationalspieler
- Hakan Yakin, ehemaliger Schweizer Nationalspieler
- Iván Zamorano, Torschützenkönig 1989 und ehemaliger chilenischer Nationalspieler, Aufnahme FIFA 100
- Marc Zellweger, ehemaliger Schweizer Nationalspieler
- Marco Zwyssig, ehemaliger Schweizer Nationalspieler

## Trainer

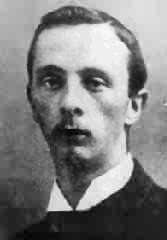
William Townley, 1920 und 1923–1925 Trainer beim FCSG

Eine chronologische Übersicht über alle Trainer des Vereins seit 1912.
| Amtszeit  | Trainer                                               |
| --------- | ----------------------------------------------------- |
| 1912–1914 | Jack Reynolds                                         |
| 1914–1917 | Paul Neumeyer und Oskar Neumeyer                      |
| 1917–1918 | Paul Neumeyer                                         |
| 1918–1919 | Paul Neumeyer und Konrad Ehrbar                       |
| 1919–1920 | Paul Neumeyer, Sever Haag, Otto Heim und Hans Frey    |
| 1920      | William Townley                                       |
| 1920–1921 | Sever Haag und Otto Heim                              |
| 1921–1922 | Sever Haag und Konrad Ehrbar                          |
| 1922      | Leopold Grundwald                                     |
| 1922–1923 | Sever Haag, Konrad Ehrbar und Hans Baumgartner        |
| 1923–1925 | William Townley (Juli–Februar)                        |
| 1925      | Sever Haag und Konrad Ehrbar (Februar–Juli)           |
| 1925–1926 | Sever Haag und Paul Neumeyer                          |
| 1926      | Joe Croisier (Juli–Dezember)                          |
| 1926–1927 | Ignaz Baumgartner und Viktor Goldfarb (Dezember–Juli) |
| 1927–1928 | Ignaz Baumgartner, Viktor Goldfarb und Fidel Prinz    |
| 1928–1929 | W. Wilson                                             |
| 1928–1929 | M. Higgins                                            |
| 1928–1929 | Otto Heim und Franz Krüsi                             |
| 1929–1931 | Bert Hintermann                                       |
| 1931–1932 | Bert Hintermann und Konrad Ehrbar                     |
| 1932–1933 | Eduard Lieb, Fischer und Fidel Prinz                  |
| 1933–1934 | Walter Eckert                                         |
| 1934–1938 | Norman Smith                                          |
| 1938–1942 | Béla Volentik                                         |
| 1942–1943 | Gusti Lehmann und Fidel Prinz                         |
| 1943–1945 | Gusti Lehmann                                         |
| 1945–1949 | Jimmy Townley                                         |
| 1949–1951 | Robert Kelly                                          |
| 1951–1952 | Fritz Hack                                            |
| 1952–1954 | Fritz Kerr                                            |
| 1954      | Fidel Prinz                                           |
| 1954–1955 | Josef Schäffer, Hans Berger und Fidel Prinz           |
| 1955–1957 | Erich Haag                                            |
| 1957–1960 | Donald Graham                                         |
| 1960–1963 | Josef Lachermeier                                     |
| 1963–1964 | Otto Pfister                                          |

| Amtszeit  | Trainer                                            |
| --------- | -------------------------------------------------- |
| 1964–1965 | Otto Pfister und Walter Eugster                    |
| 1965–1966 | Otto Pfister                                       |
| 1966–1967 | Virgil Popescu                                     |
| 1967–1968 | René Brodmann                                      |
| 1968      | René Brodmann und Max Barras (Juli–Dezember)       |
| 1968      | Albert Sing (Dezember–Dezember)                    |
| 1968–1970 | Albert Sing und Walter Eugster (Dezember–März)     |
| 1970      | Hansruedi Fuhrer und Walter Eugster (März–Juli)    |
| 1970–1971 | Željko Perušić und Walter Eugster                  |
| 1971–1974 | Željko Perušić und Kurt Schadegg                   |
| 1974–1975 | Kurt Schadegg                                      |
| 1975–1981 | Willy Sommer                                       |
| 1981–1985 | Helmuth Johannsen                                  |
| 1985–1986 | Werner Olk (Juli–April)                            |
| 1986      | Hanspeter Wirth und Helmuth Johannsen (April–Juni) |
| 1986–1987 | Uwe Klimaschefski (Juli–März)                      |
| 1987–1988 | Markus Frei (März–August)                          |
| 1988–1991 | Kurt Jara (August–Oktober)                         |
| 1991–1992 | Heinz Bigler (Oktober–März)                        |
| 1992      | Leen Looijen (April–Dezember)                      |
| 1993      | Ernst Hasler (Januar–Juni)                         |
| 1993–1996 | Uwe Rapolder                                       |
| 1996–1999 | Roger Hegi (Juli–Januar)                           |
| 1999–2002 | Marcel Koller (Januar–Januar)                      |
| 2002      | Gérard Castella (Januar–September)                 |
| 2002      | Thomas Staub (September–Dezember, interim)         |
| 2002–2005 | Heinz Peischl (Dezember–Juli)                      |
| 2005–2006 | Ralf Loose (Juli–April)                            |
| 2006–2007 | Rolf Fringer (April–Oktober)                       |
| 2007–2008 | Krassimir Balakow (Oktober–Mai)                    |
| 2008–2011 | Uli Forte (Juni – März)                            |
| 2011–2015 | Jeff Saibene (März–September)                      |
| 2015–2017 | Josef Zinnbauer (September–Mai)                    |
| 2017–2018 | Giorgio Contini (Mai–April)                        |
| 2018      | Boro Kuzmanovic (April–Juni, interim)              |
| 2018–2024 | Peter Zeidler (Juli–Juli)                          |
| 2024–     | Enrico Maaßen (Juli–)                              |

## Club–Präsidenten seit 1934
Eine chronologische Übersicht über alle Präsidenten des Vereins seit 1934.
| Amtszeit  | Präsident         |
| --------- | ----------------- |
| 1934–1949 | Emil Gretler      |
| 1950      | Paul Schärli      |
| 1951–1953 | Willi Maurer      |
| 1954–1958 | Willi Schönsleben |
| 1959      | Paul Schärli      |
| 1960–1963 | Fredy Brunner     |

| Amtszeit  | Präsident       |
| --------- | --------------- |
| 1964      | Werner Kauter   |
| 1965–1974 | Elio Cellere    |
| 1975–1978 | Carlo Calzavara |
| 1978–1986 | Paul Schärli    |
| 1986–1987 | Paul Schnetzer  |
| 1987–1989 | Sigi Gantenbein |

| Amtszeit  | Präsident     |
| --------- | ------------- |
| 1989–1993 | Carlo Hidber  |
| 1993–1996 | Hans Hurni    |
| 1996–1997 | Emil Kern     |
| 1997–2004 | Thomas Müller |
| 2004–2007 | Norbert Senn  |

## AG–Präsidenten seit 2004
Eine chronologische Übersicht über alle Präsidenten des Vereins seit 2004.
| Amtszeit  | Präsident        |
| --------- | ---------------- |
| 2004–2008 | Dieter Fröhlich  |
| 2008–2010 | Michael Hüppi    |
| 2010–2017 | Dölf Früh        |
| 2017      | Stefan Hernandez |
| Seit 2018 | Matthias Hüppi   |